# Église Saint-Jean-Baptiste de Larbey
Pour les articles homonymes, voir Église Saint-Jean-Baptiste.
L’église Saint-Jean-Baptiste est située dans la commune de Larbey, dans le département français des Landes. Elle est inscrite au titre des monuments historiques par arrêté du 28 septembre 1970. Elle renferme des peintures singulières qui ont été restaurées avec soin.

## Historique
Larbey est une étape sur une voie secondaire du chemin de Saint-Jacques-de-Compostelle. La protection des pèlerins était assurée par l’ordre de Saint-Jacques de l’épée rouge que Ferdinand II, roi de León, institua en 1161.
Ferdinand II renforçait ainsi la présence chrétienne dans une Espagne préoccupée par les musulmans. À Larbey, l’ordre de Saint-Jacques disposait d’un hôpital qui offrait l’hospitalité aux pèlerins. Cet hôpital incluait des maisons du bourg comme Saint-Jean, Comet et Louma qui disposait de deux salles équipées d’une vaste cheminée servant à la préparation des repas. Toute cette activité engendrée par la politique menée par Ferdinand II en Espagne a incontestablement influencée l’édification de l’église de Larbey.
L'église Saint-Jean-Baptiste (Sancti Johannis) est mentionnée pour la première fois au XIIIe siècle, en 1273 dans un recueil d’actes relatifs à l’administration des rois d’Angleterre en Guyenne (Recognitiones feodorum in Aquitania), puis en 1291 dans les "Rôles Gascons".
L’édification de cette église qui a été réorganisée au cours de sa construction, laisse penser qu'elle n’a pas fait l’objet d’une étude préalable. Ainsi par exemple, l’entrée principale dans le mur gouttereau sud de la nef est rapidement abandonnée au profit d’un portail occidental en arc brisé décoré de chapiteaux à feuillages.

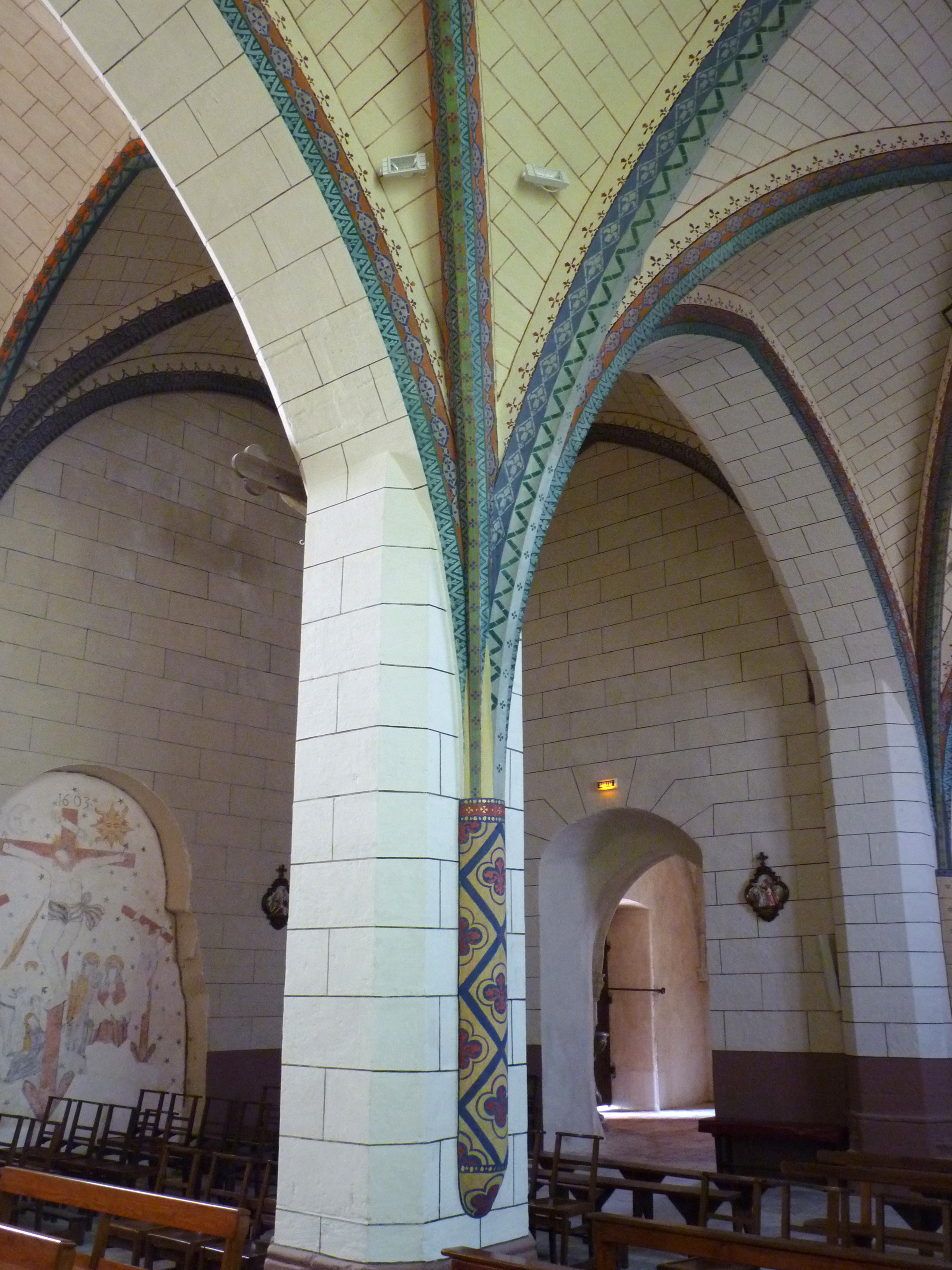
Ancienne entrée (à gauche) & entrée actuelle (à droite)
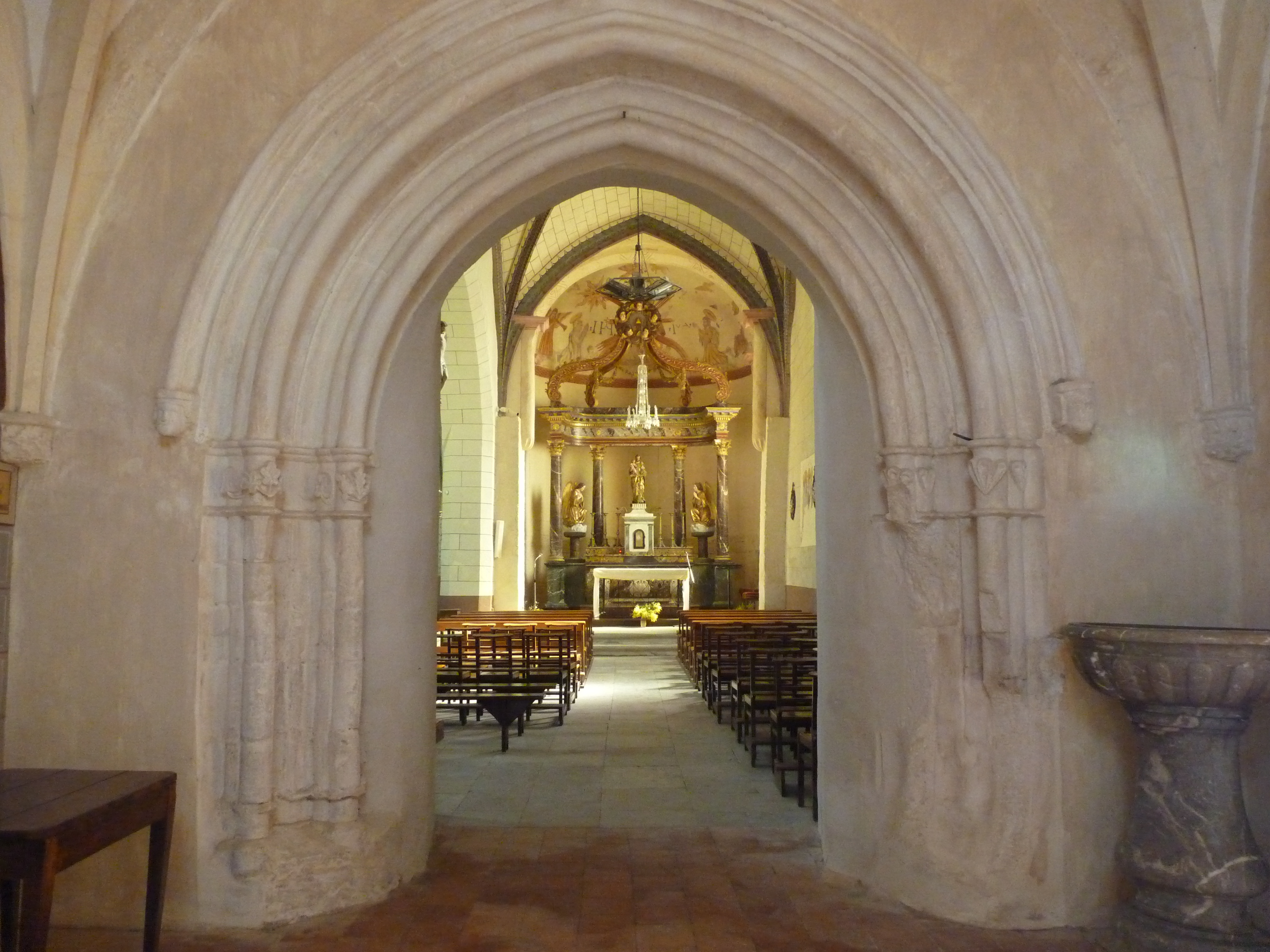
Portail occidental en arc brisé

Par la suite, une tour donnant accès à l’édifice fut construite devant le portail. Elle abrita le clocher, tout en protégeant efficacement le sanctuaire des pluies et des vents dominants venant d’ouest. Son architecture solide apportait un sentiment de sécurité à ceux qui pénétraient dans le sanctuaire.
Au début du XVIe siècle, un collatéral septentrional est adjoint à la nef. Cet agrandissement entraîna une transformation complète de l’édifice. Les murs durent être rehaussés, la toiture déposée et réorganisée, les ouvertures modifiées et ces deux espaces furent voûtés d’ogives, ce qui nécessita la mise en place de contreforts indispensables pour absorber la poussée qui en résulta. Ces travaux font entrevoir le passé de l’édifice car ils n’ont pas cherché à en dissimuler les parties anciennes sur lesquelles ils se sont greffés.

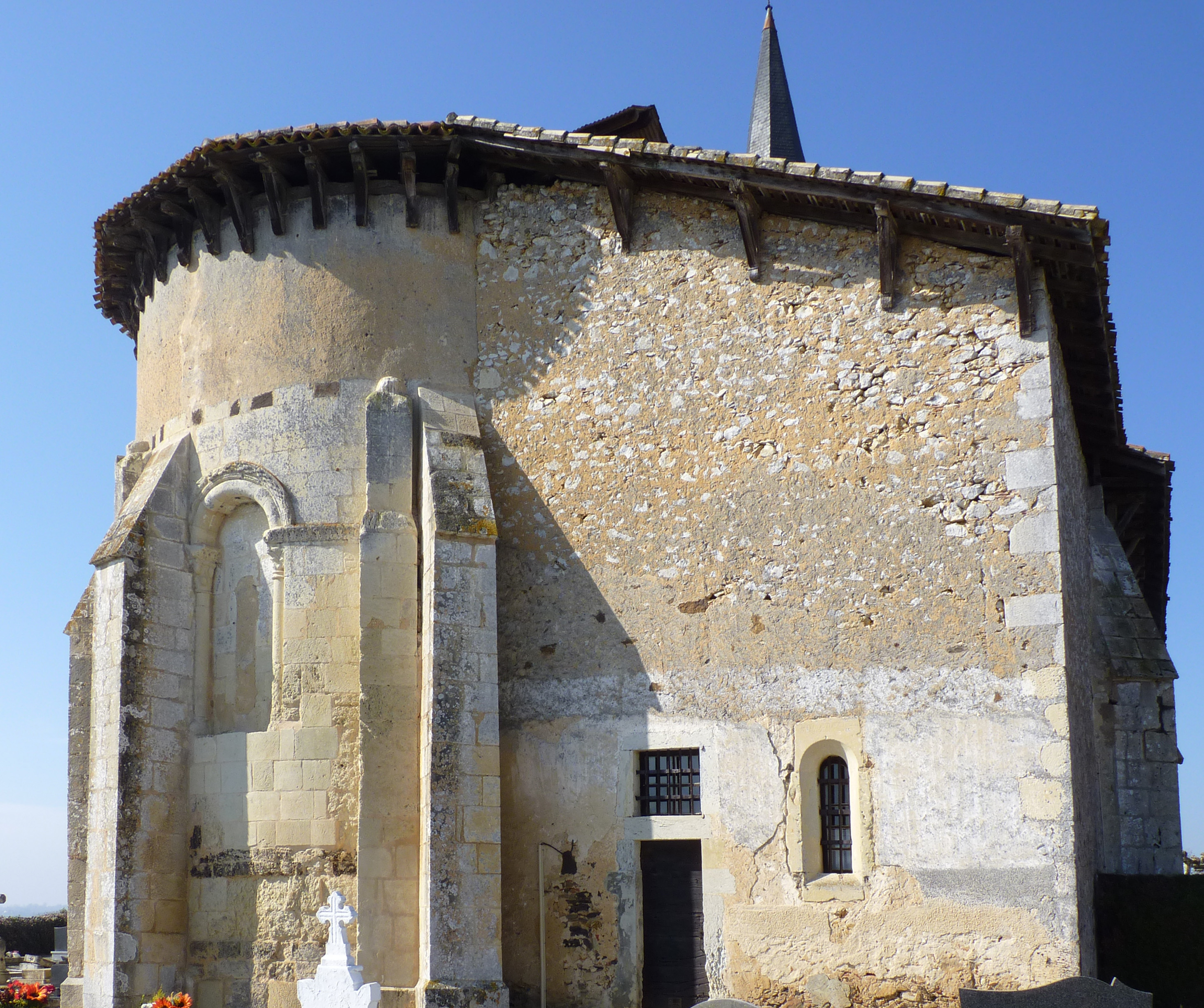
Ajout du collatéral à droite de la nef originelle[n 3]
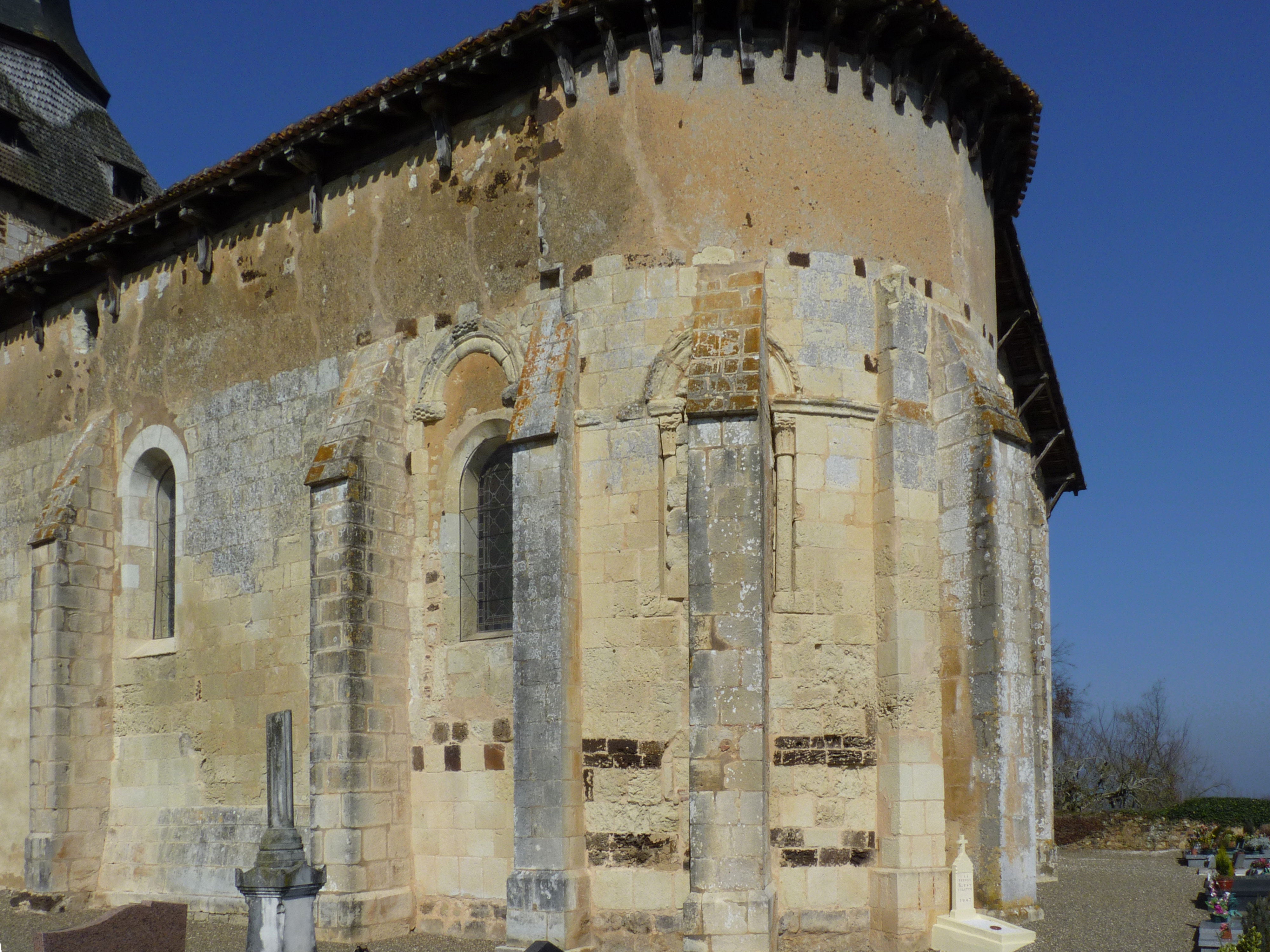
Ajout de contreforts, élévation du mur.
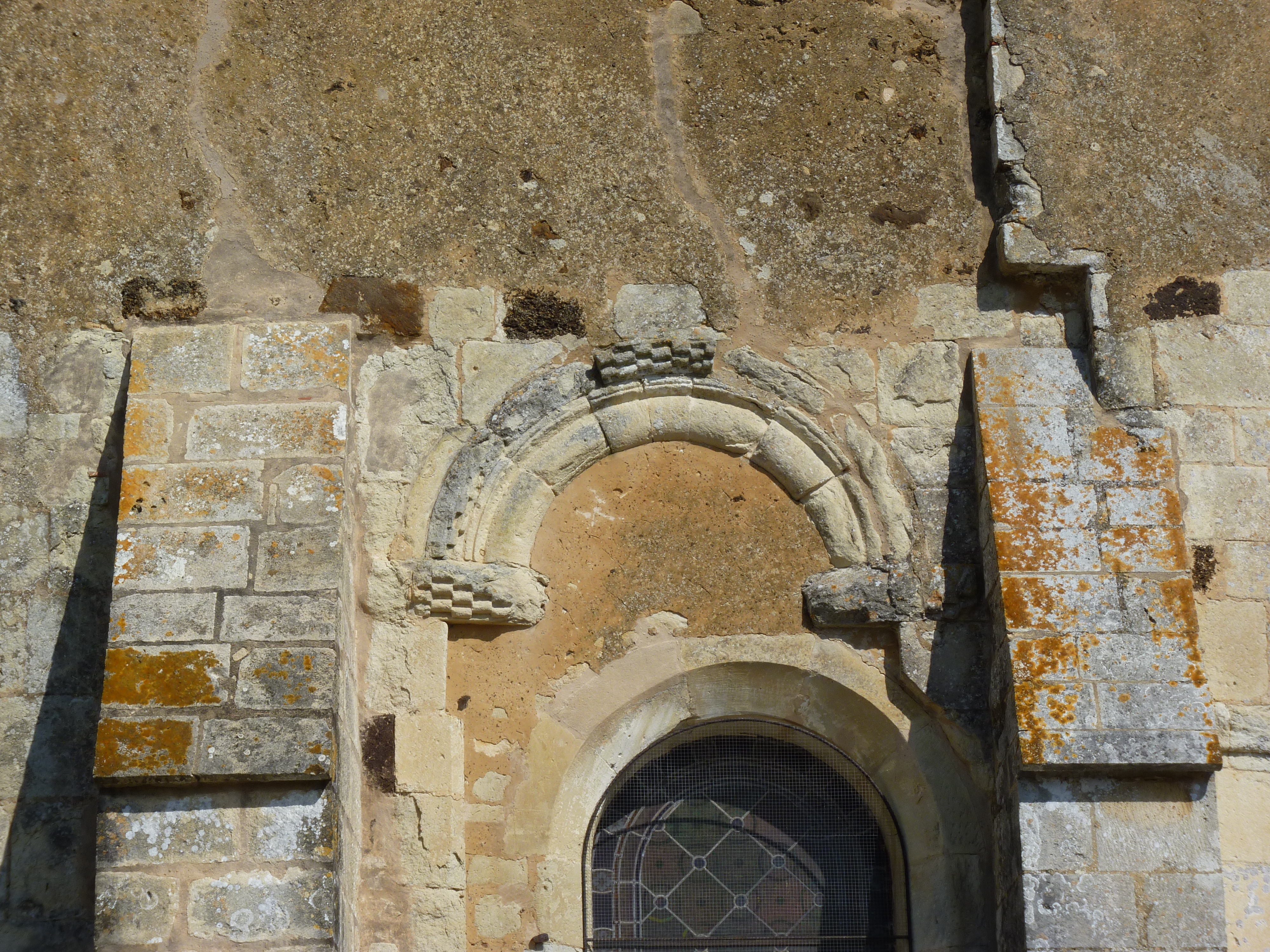
Modification de l'ouverture d'une fenêtre.

En 1569, pendant les guerres de Religion, l’église brûla avec son clocher qui fut totalement incendié. À la suite de cet événement la nef fut revêtue d’une toiture à pente débordante soutenue par de puissantes béquilles en bois.

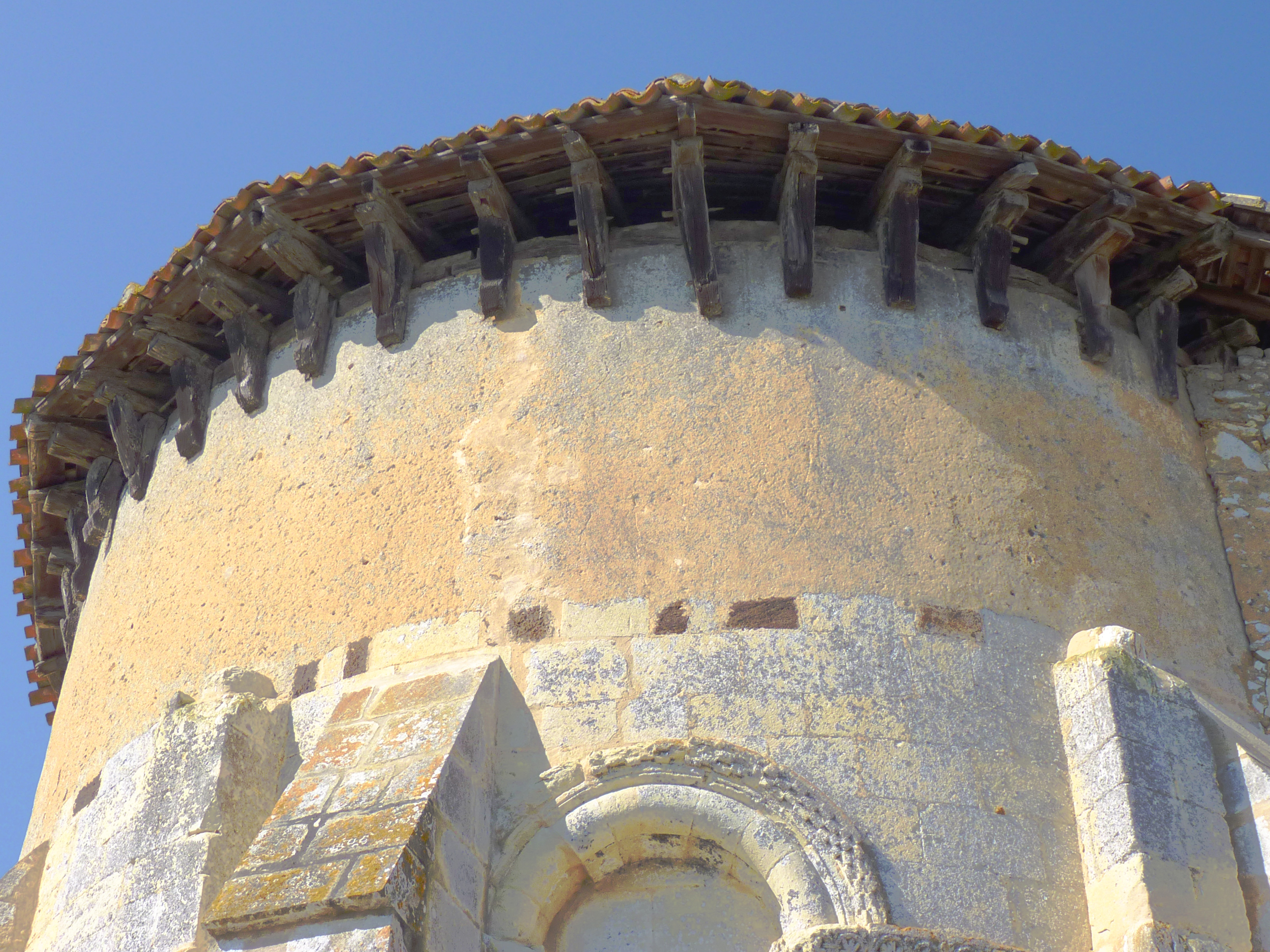
Avancée de toit - détail de la charpente.
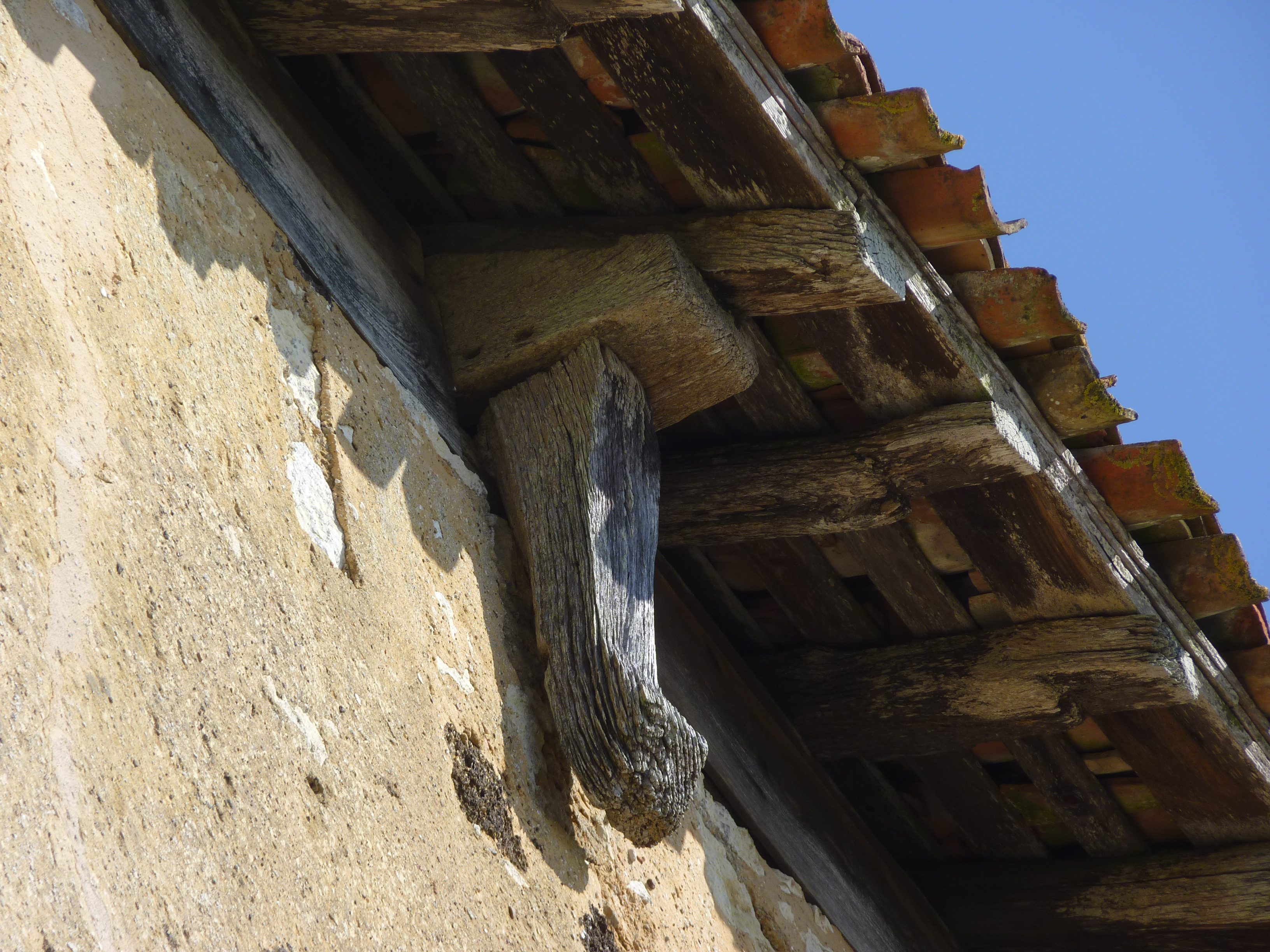
Béquille en bois.
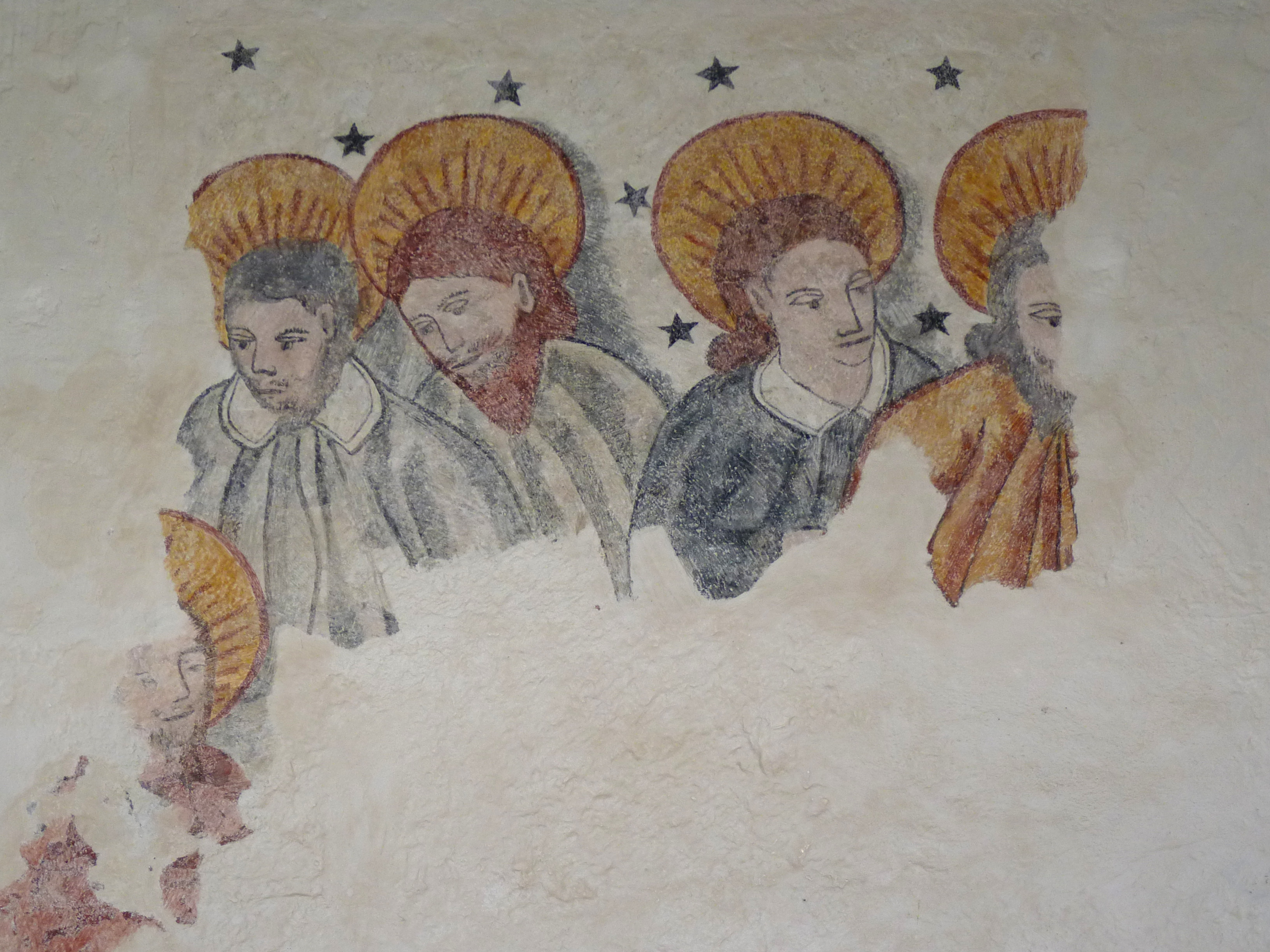
Peinture murale
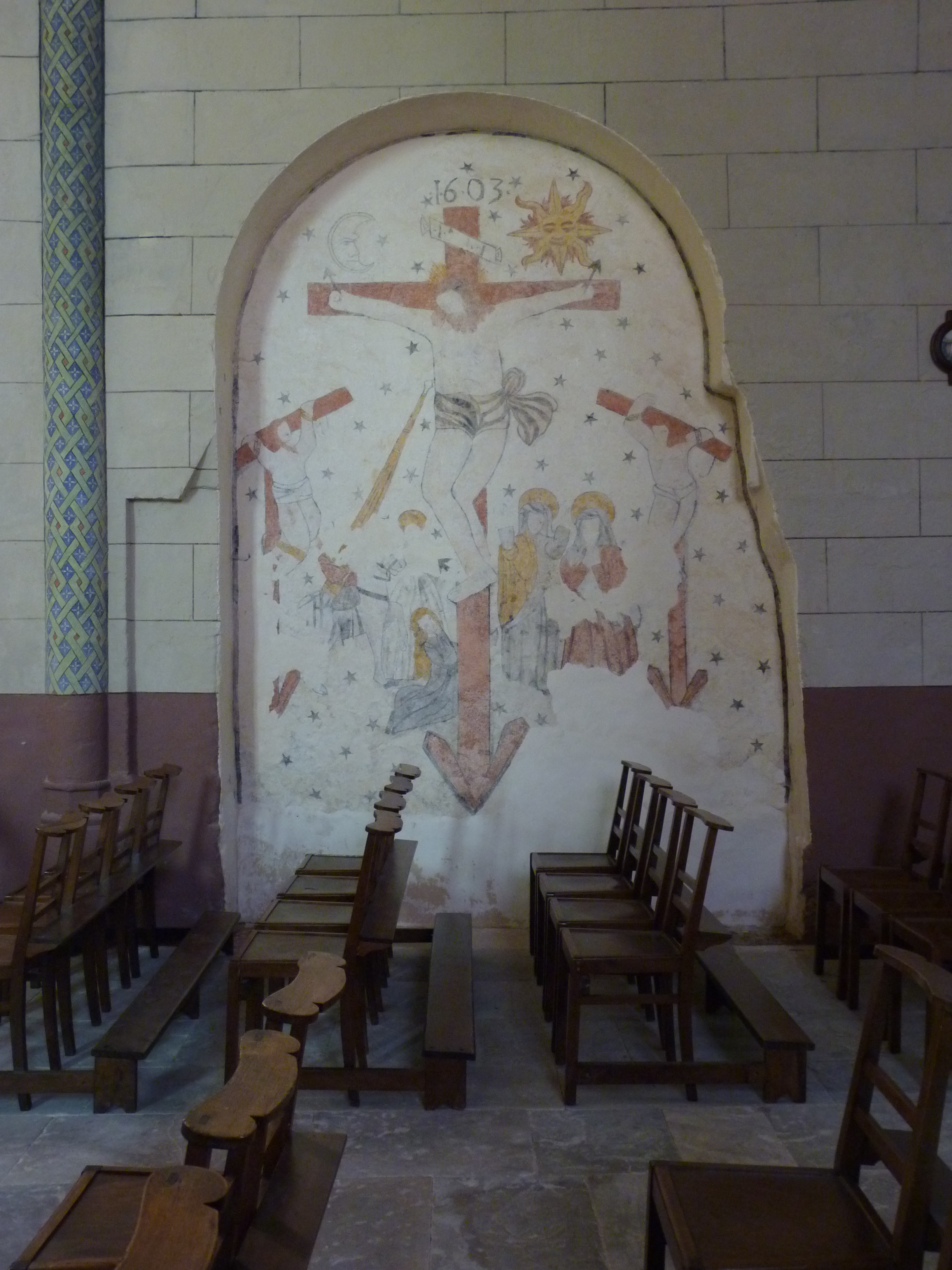
Peinture murale (ancienne entrée)
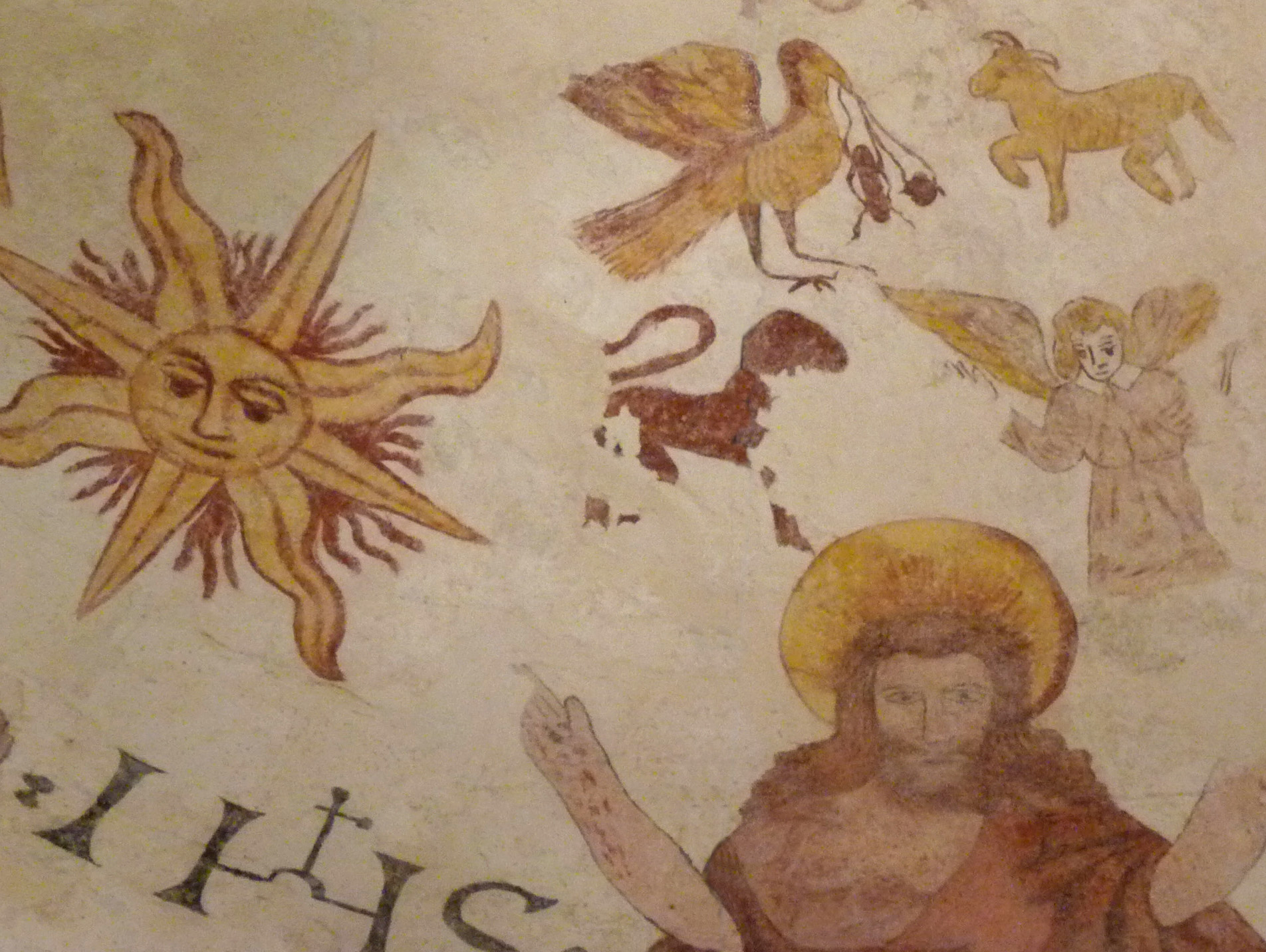
Peinture au plafond du sanctuaire

Au début du XVIIe siècle, des peintures viennent agrémenter le mur de la nef et le plafond du sanctuaire. Au cours des réfections successives, elles disparaîtront sous un enduit avant d’être retrouvées et restaurées au début du XXIe siècle.
En 1720, une sacristie qui recouvre les éléments romans du mur extérieur nord de l’abside, est construite en avant du collatéral existant, puis une salle pour les fonts baptismaux dans son prolongement. Elle se situe au nord de la tour qui sera ensuite accolée à un avant-porche. Ce dernier est placé au sud de la tour et il est ouvert à l’est, à l’abri des vents dominants. Enfin, l’escalier qui se trouvait au rez-de-chaussée de la tour est déplacé dans ce porche au milieu de XIXe siècle.

## Description
À l'ouest, un porche daté de 1866 permet de pénétrer dans la cour de l’église. Il est recouvert par de remarquables tuiles en bois de chêne, de même que l'annexe et la partie basse du clocher, la partie supérieure étant revêtue d’ardoises. Au-dessous, les murs de la tour-clocher sont munis d'arbalétrières.

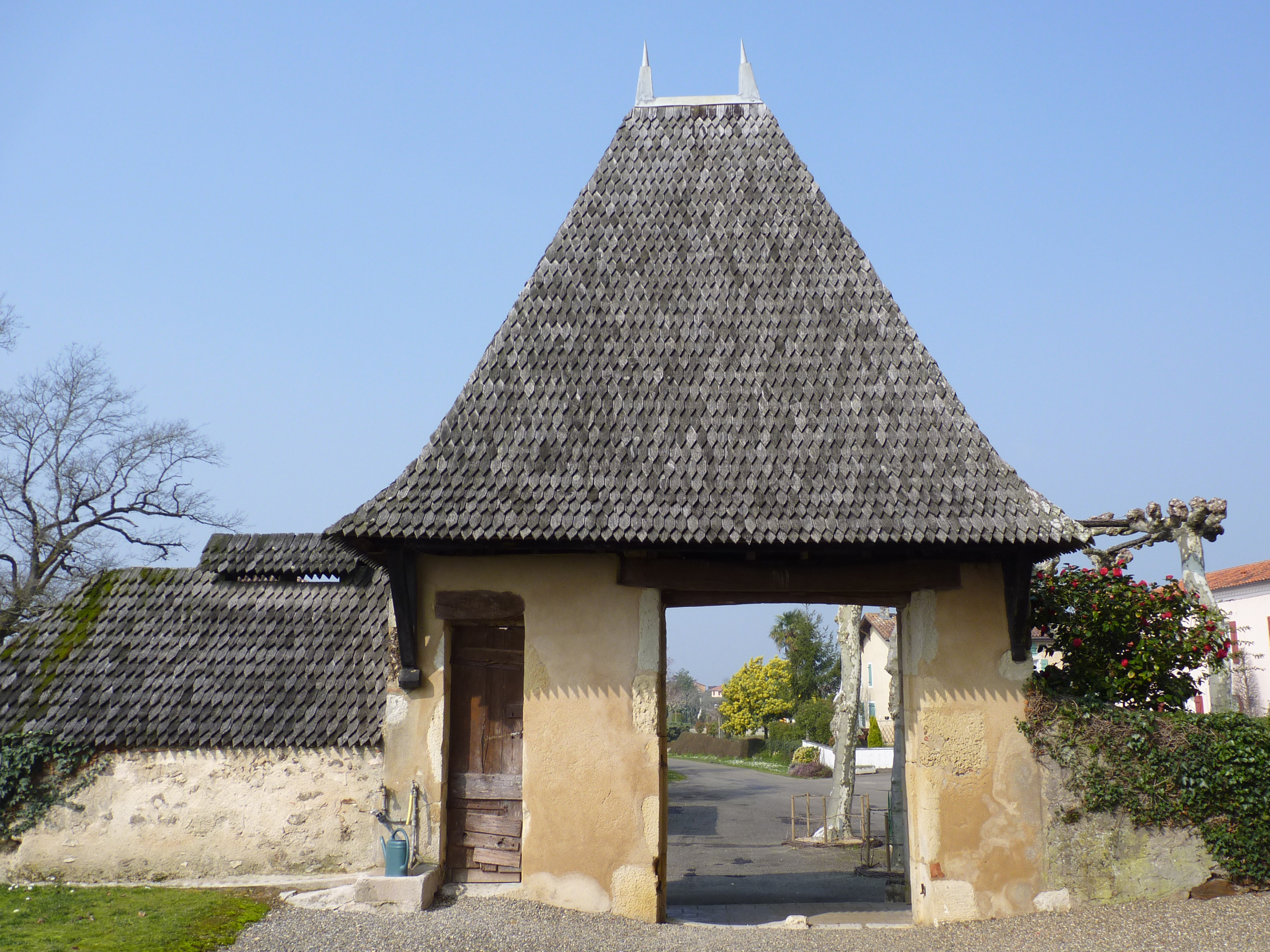
Portail d'entrée
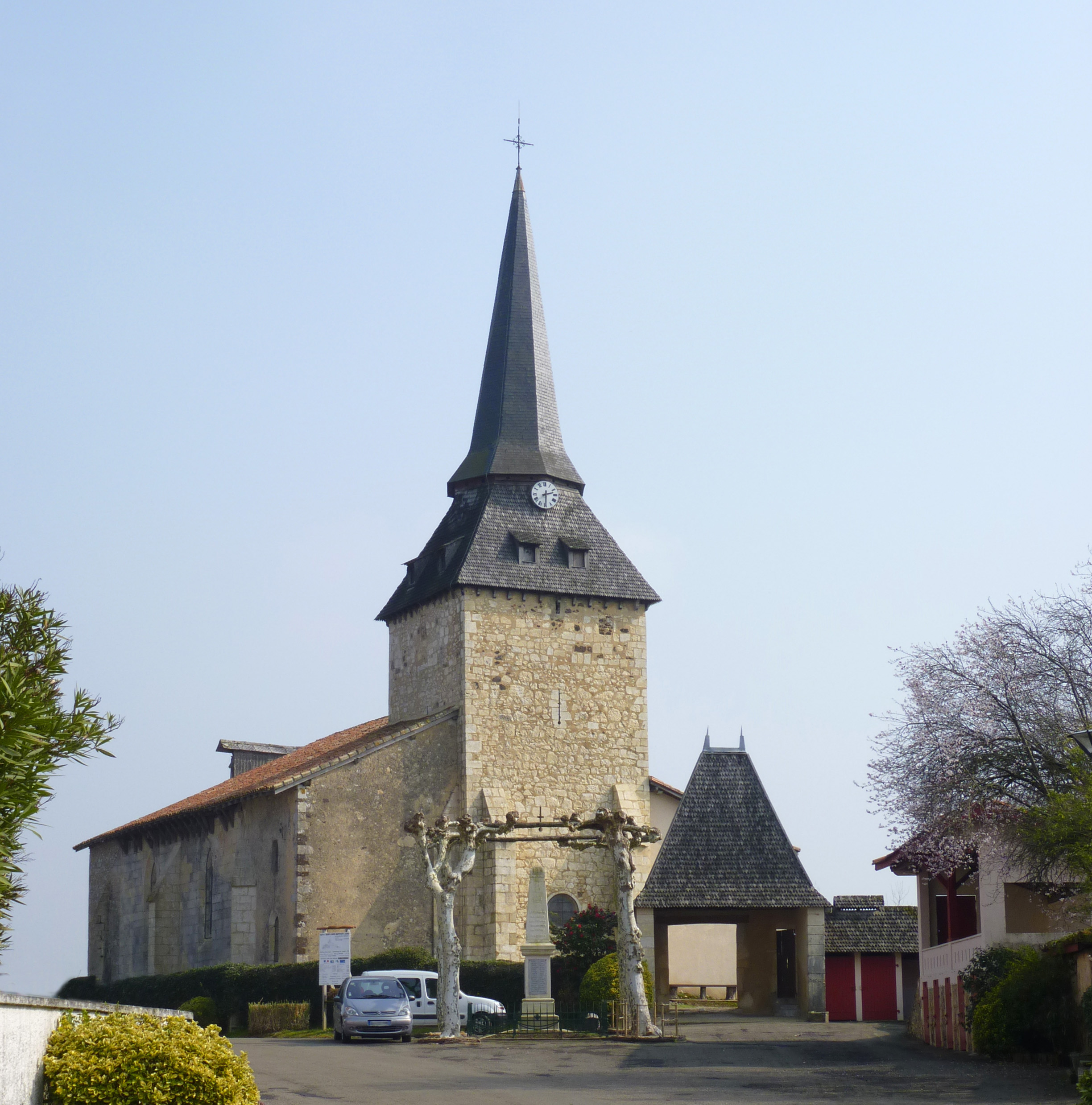
Vue d'ouest
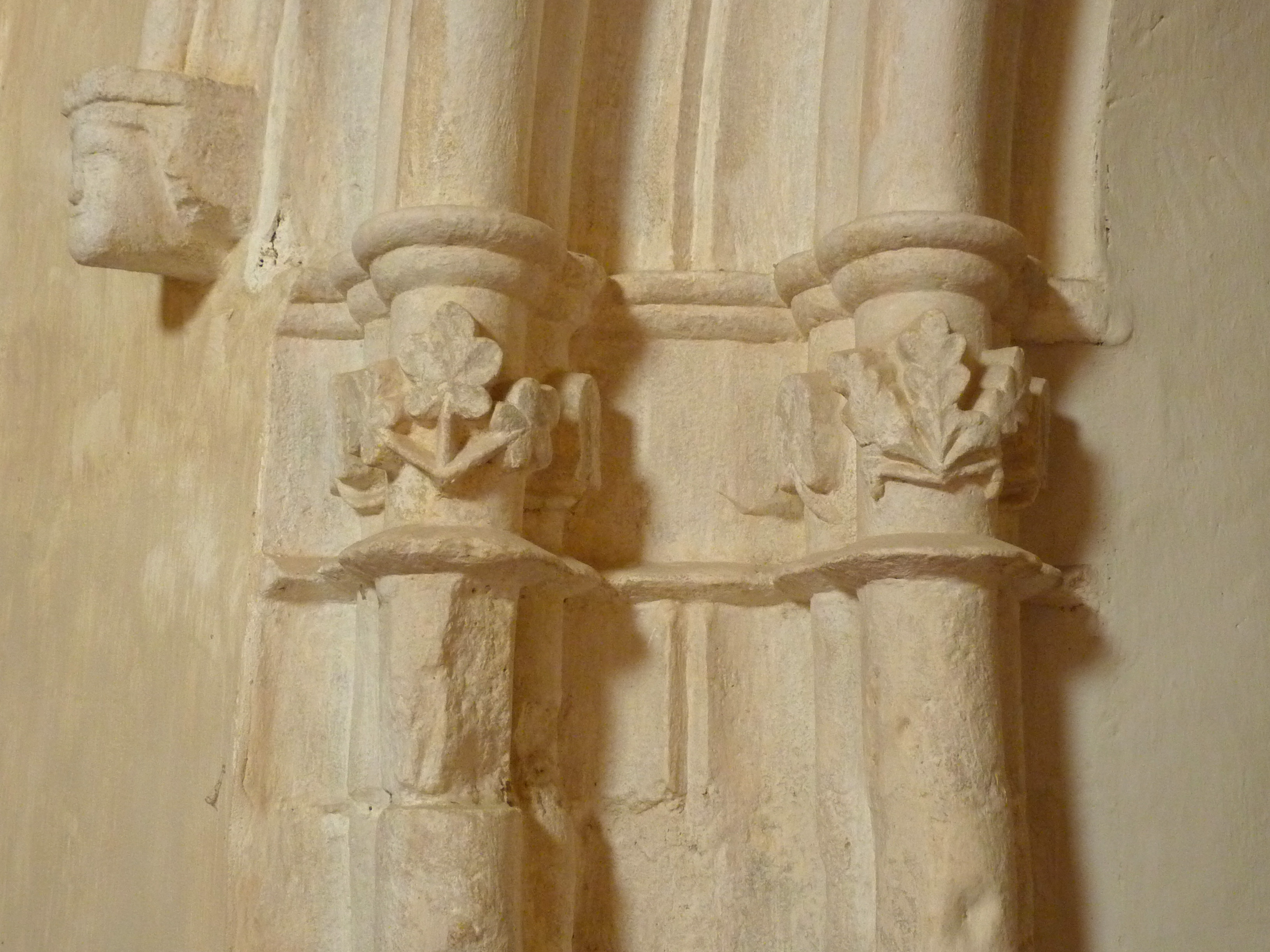
Chapiteaux feuillagés
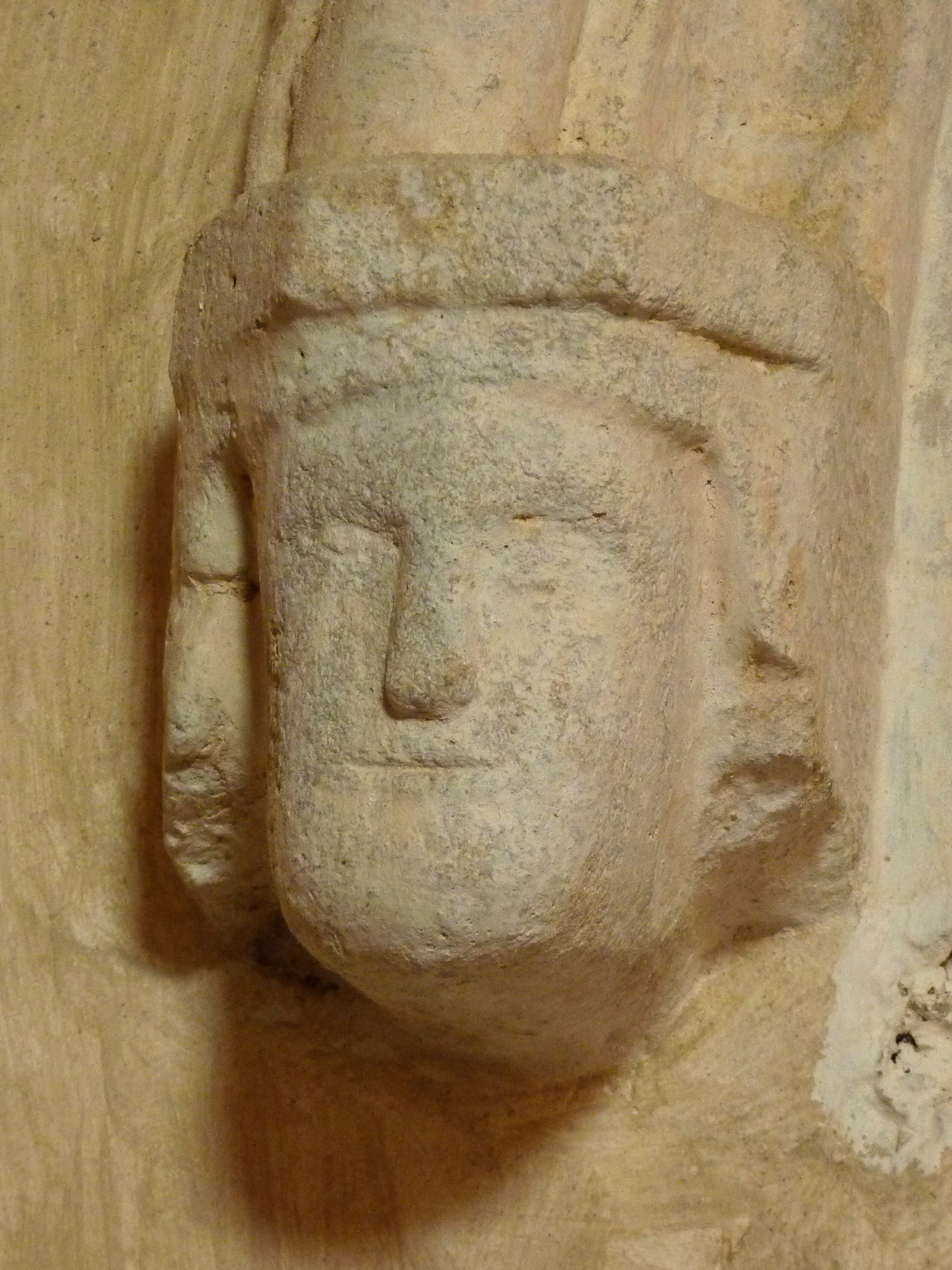
Détail d'un chapiteau

À l'intérieur, le porche de la tour forme un carré intérieur de 4,80 m de côté, sur une hauteur de 4,50 m. Sa voûte est bâtie en ogive. Il permet de pénétrer dans la nef au travers d’un portail monumental agrémenté de petits chapiteaux sculptés. De chaque côté, deux petites têtes humaines s’en détachent. Le bénitier en marbre provient de l'ancienne église de Mugron.
Les croisées d’ogives et les fines colonnes qui les soutiennent sont polychromes et contrastent avec les plafonds peints de la nef et du collatéral. Au sol, le dallage de l'église est en pierre de Bidache.

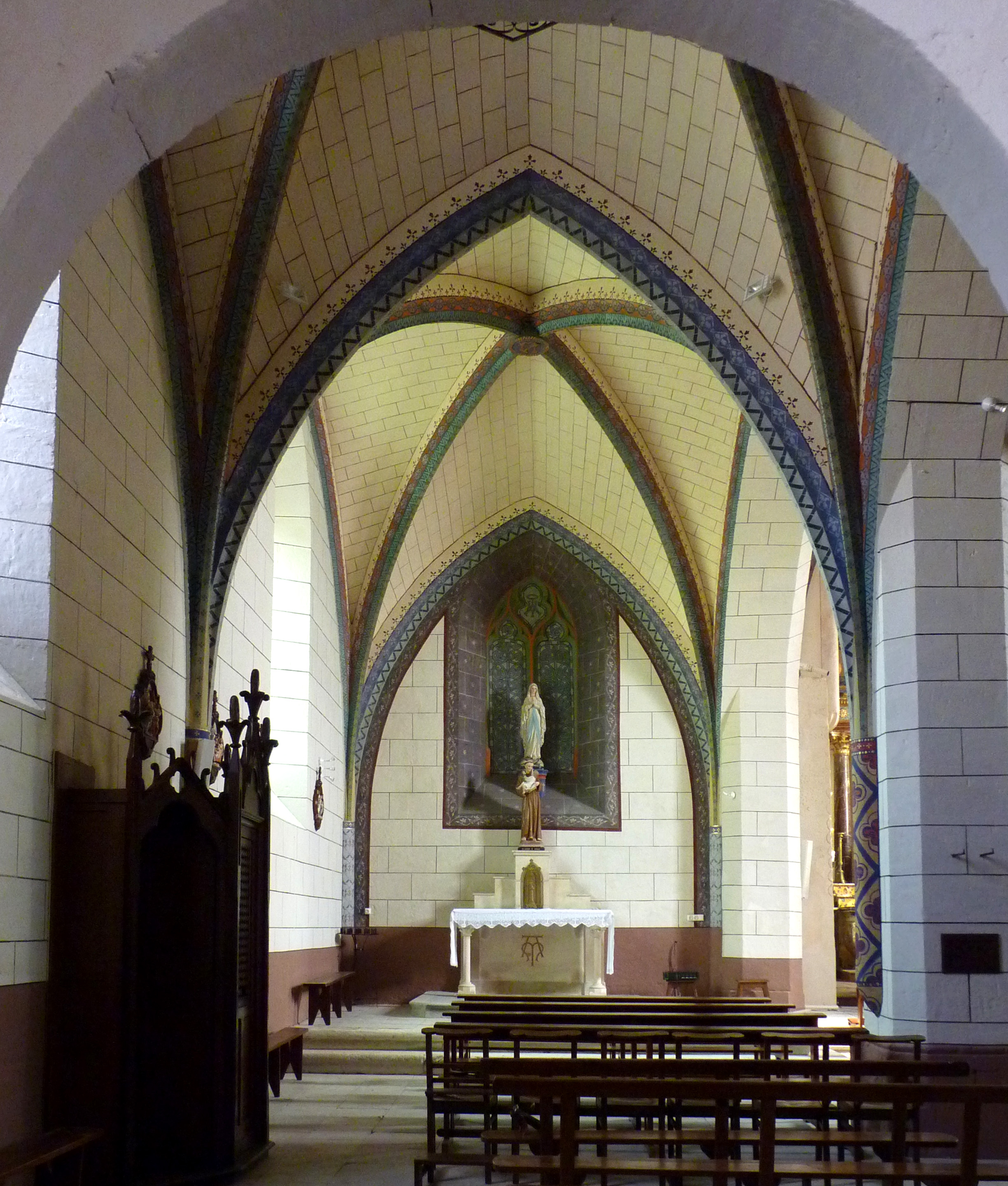
Collatéral
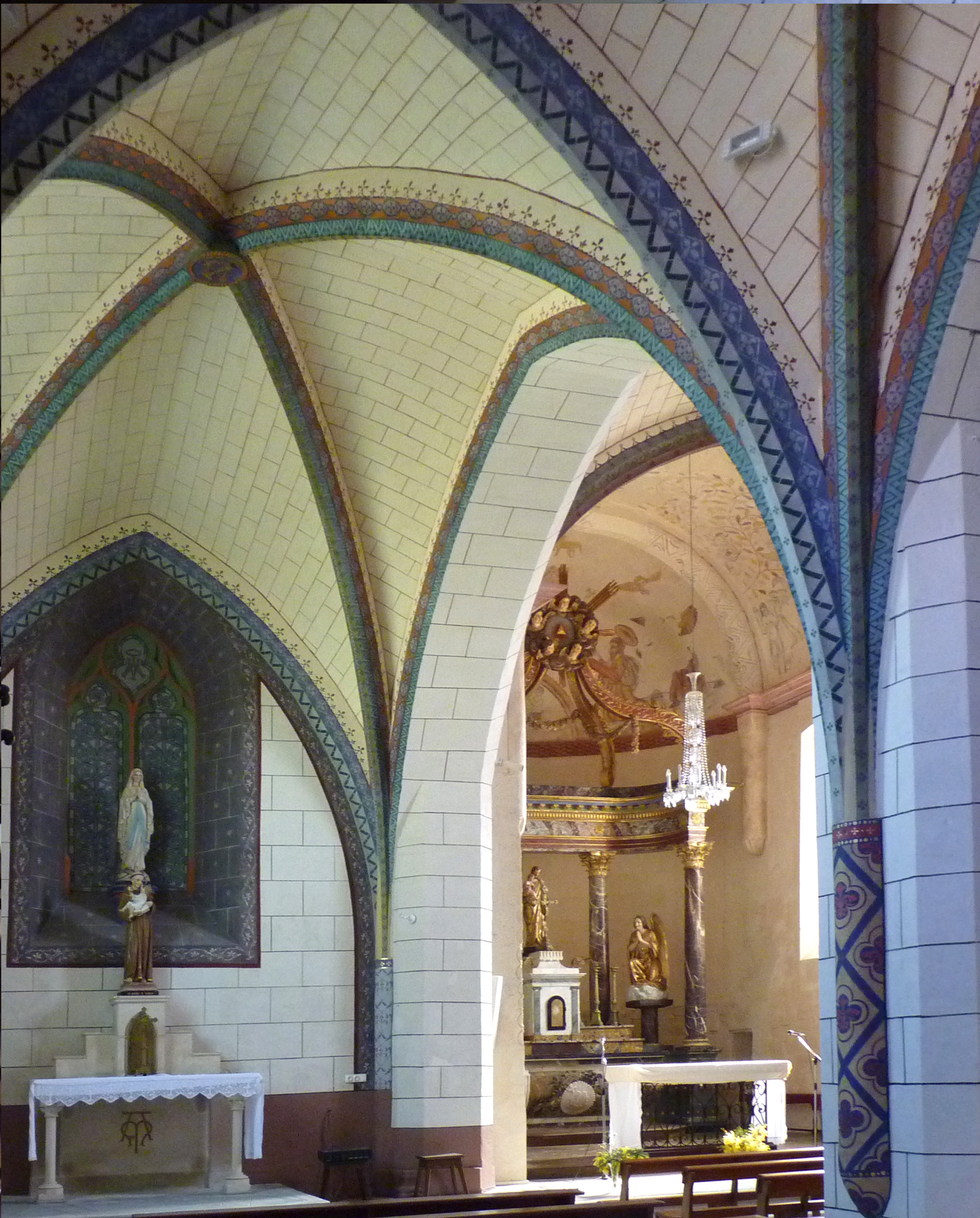
Collatéral & cœur
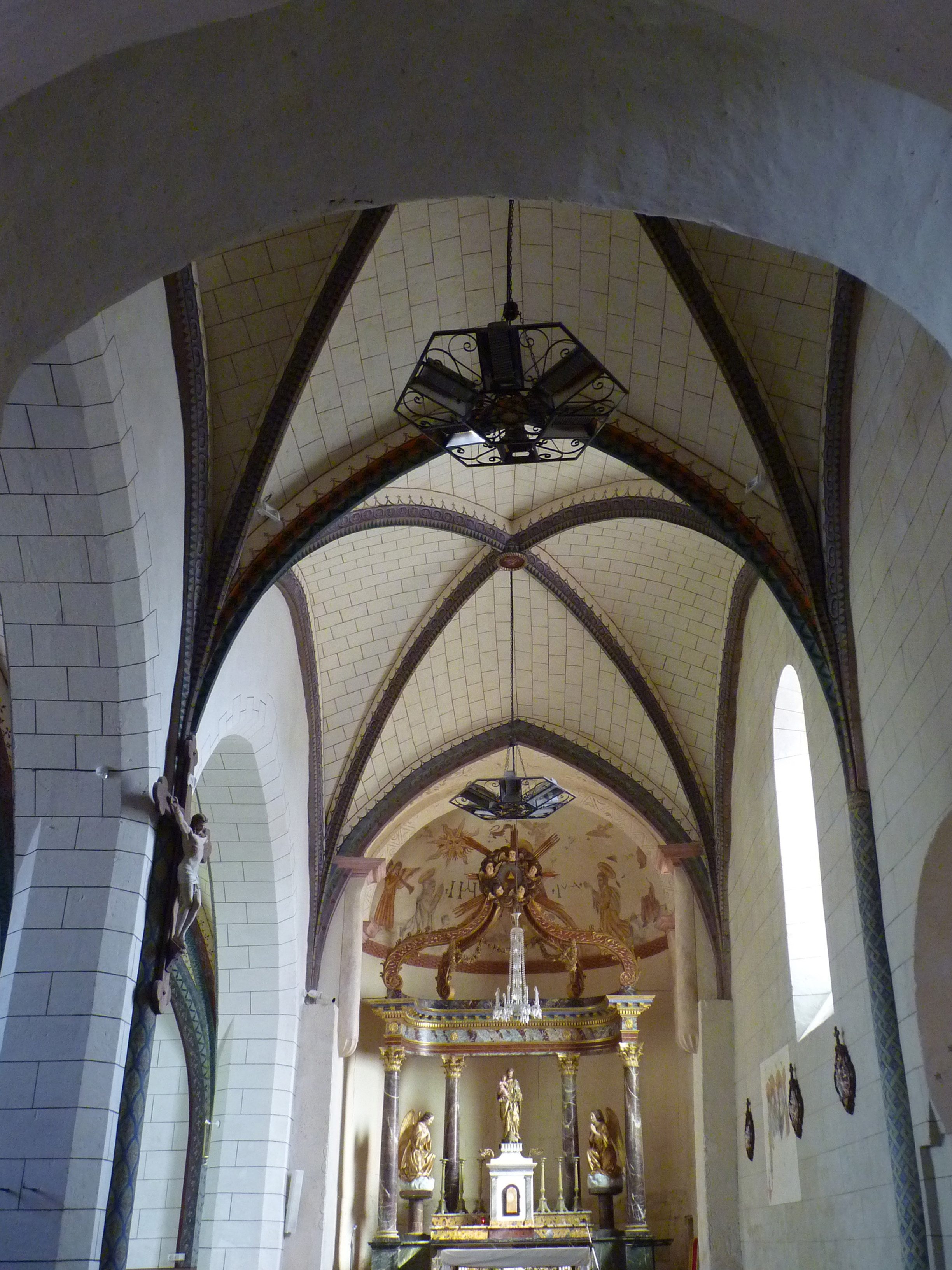
Plafond de la nef
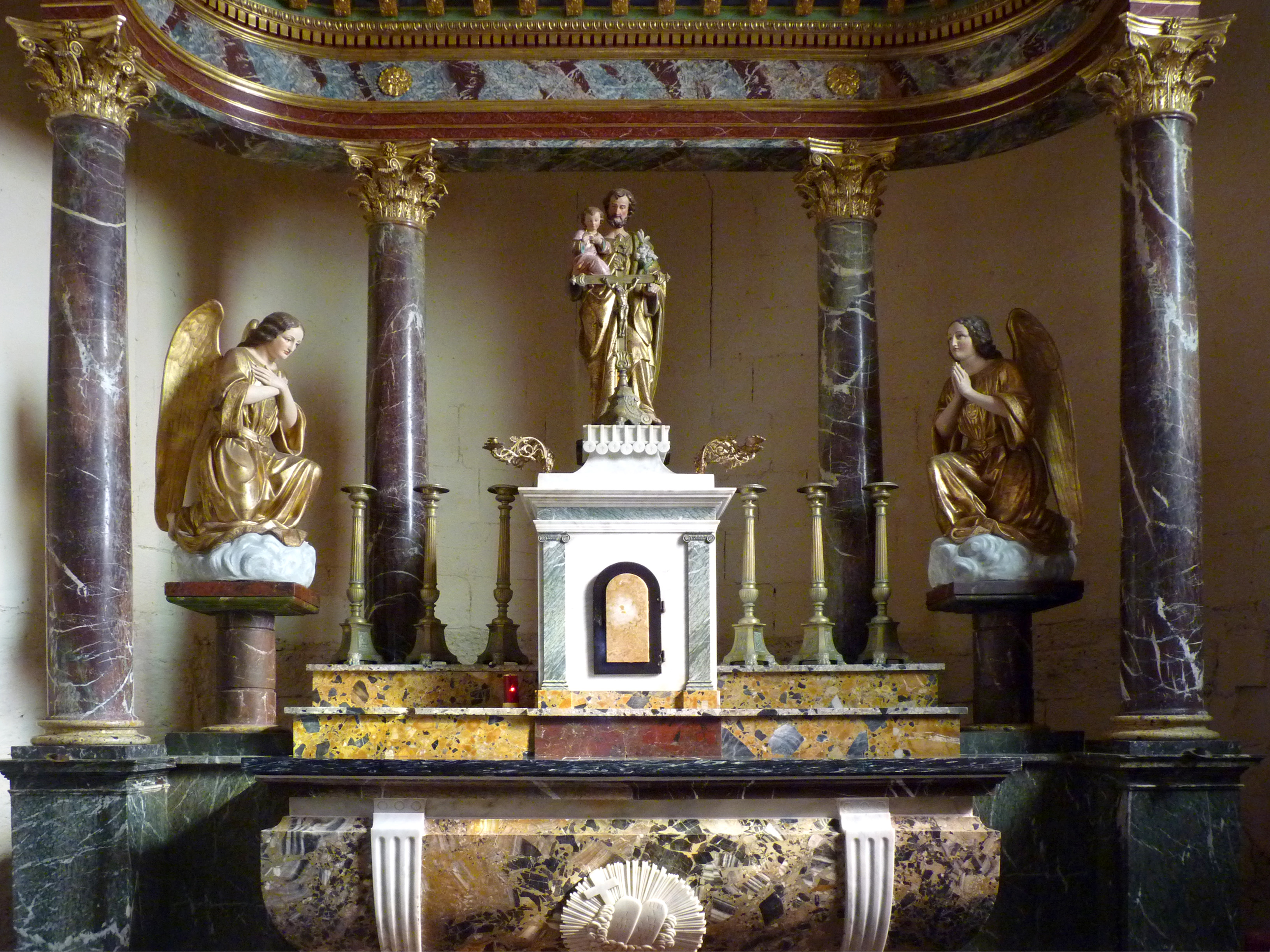
L'autel
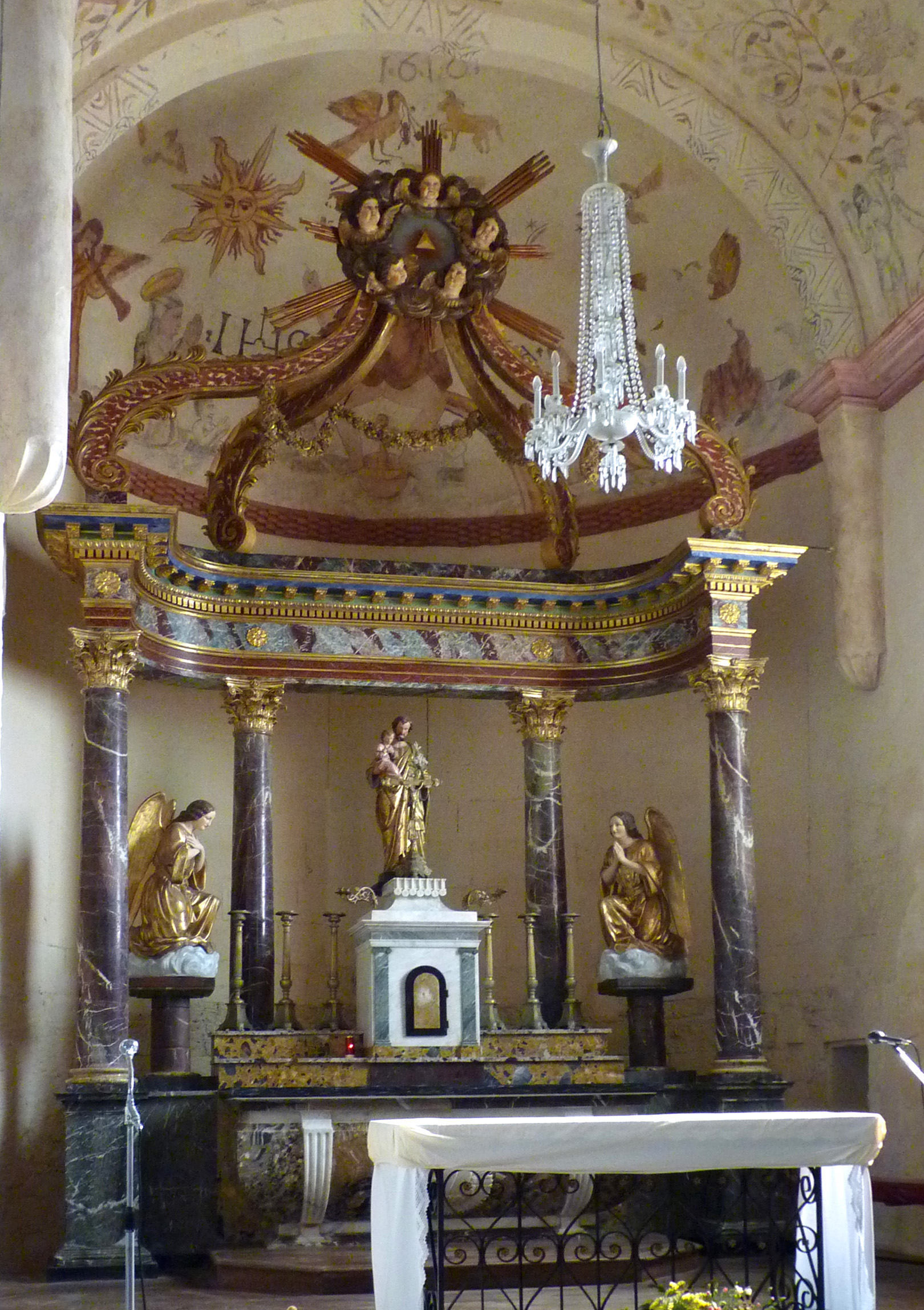
L'autel et son baldaquin

L’autel provient de l’ancienne église de Mugron . Un  baldaquin en marbre polychrome et bois doré, haut de 7,50 m, l’entoure et le surmonte. Au sommet, cinq anges rayonnants forment un soleil au centre duquel se trouve le triangle symbolique de la Sainte Trinité.

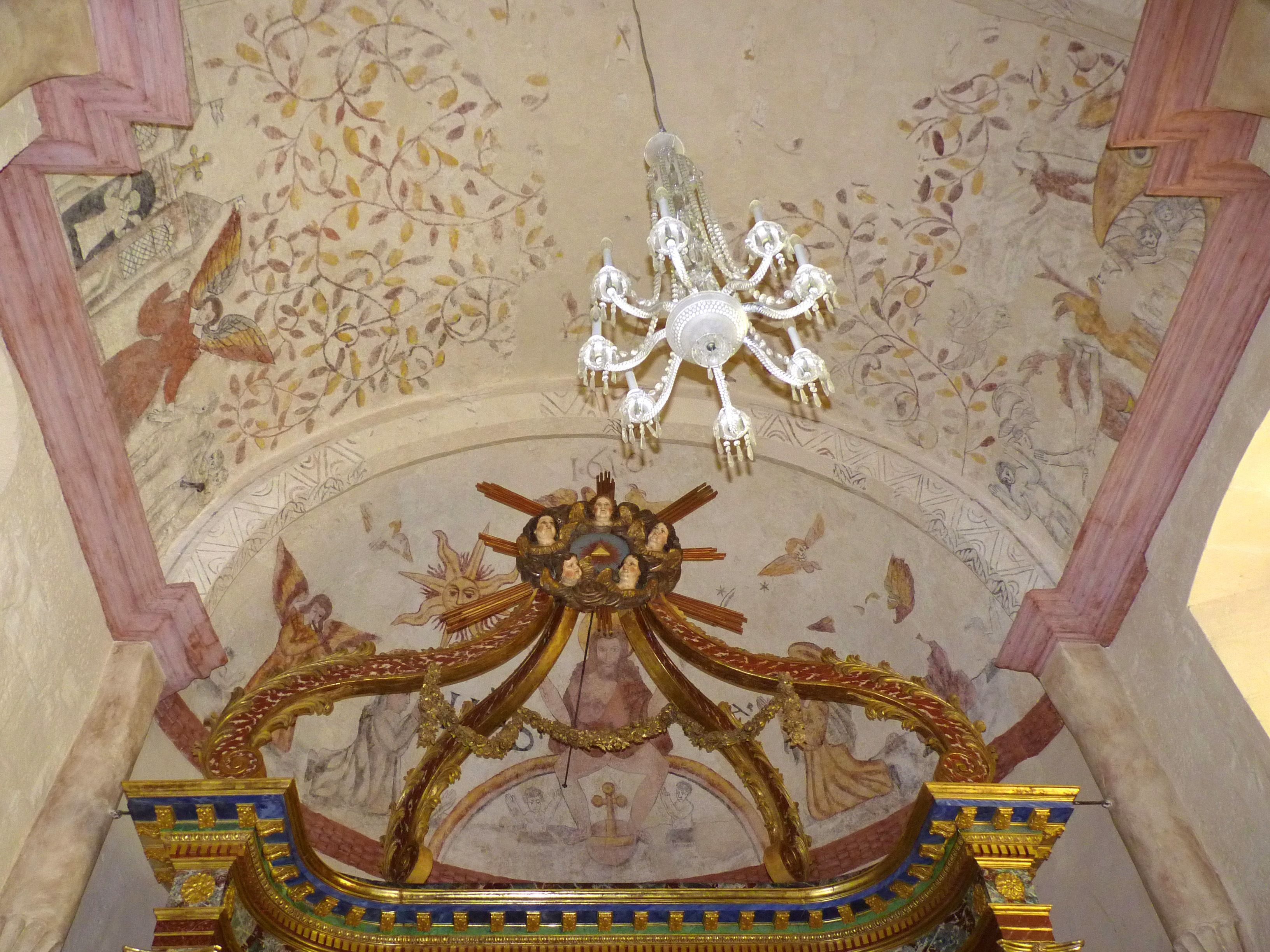
Vue d'ensemble des deux fresques du sanctuaire
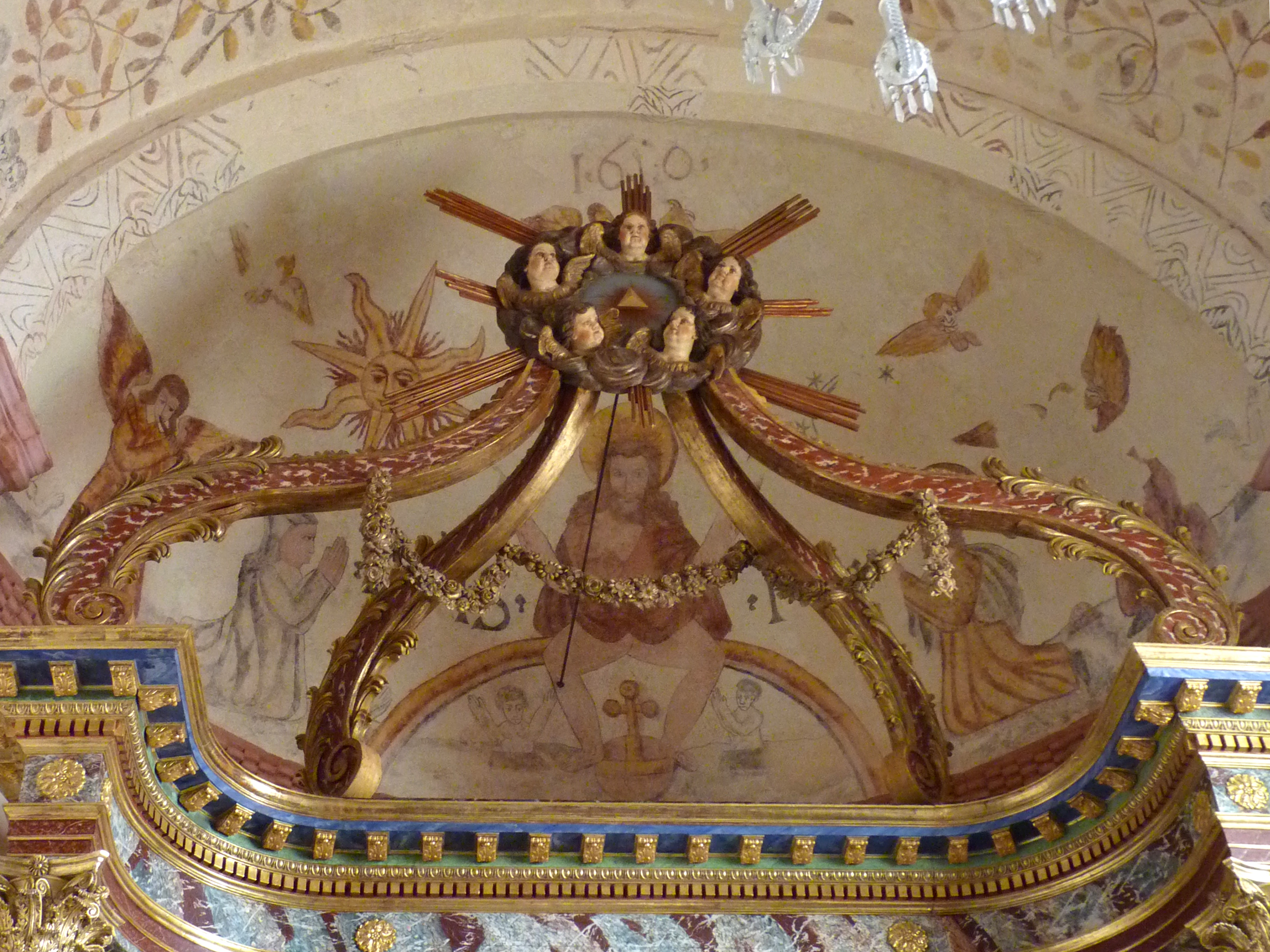
Fresque dominant l'autel

Deux grandes fresques murales, au graphisme d’une étonnante simplicité, décorent le plafond du sanctuaire. Elles ont été découvertes récemment avec celles qui se trouvent sur le mur sud de la nef. Elles sont datées de 1603 et 1610. Ces peintures soulèvent de nombreuses questions. Qui étaient les artistes qui les ont réalisées ? Étaient-ils affirmés dans leur art ou au contraire étaient-ils inexpérimentés, voire des enfants ? En tous cas, il est permis de penser que ces peintures qui mettent en scène des éléments symboliques, ont une signification qui reste à retrouver. Ainsi, par exemple, les croix rouges visibles sur la peinture de l’ancienne entrée se rapportent très probablement à l’ordre de Saint-Jacques de l’épée rouge et soulignent l’importance du pèlerinage de Saint-Jacques-de-Compostelle dans la vie de cette église.
Quelques détails de la première fresque :

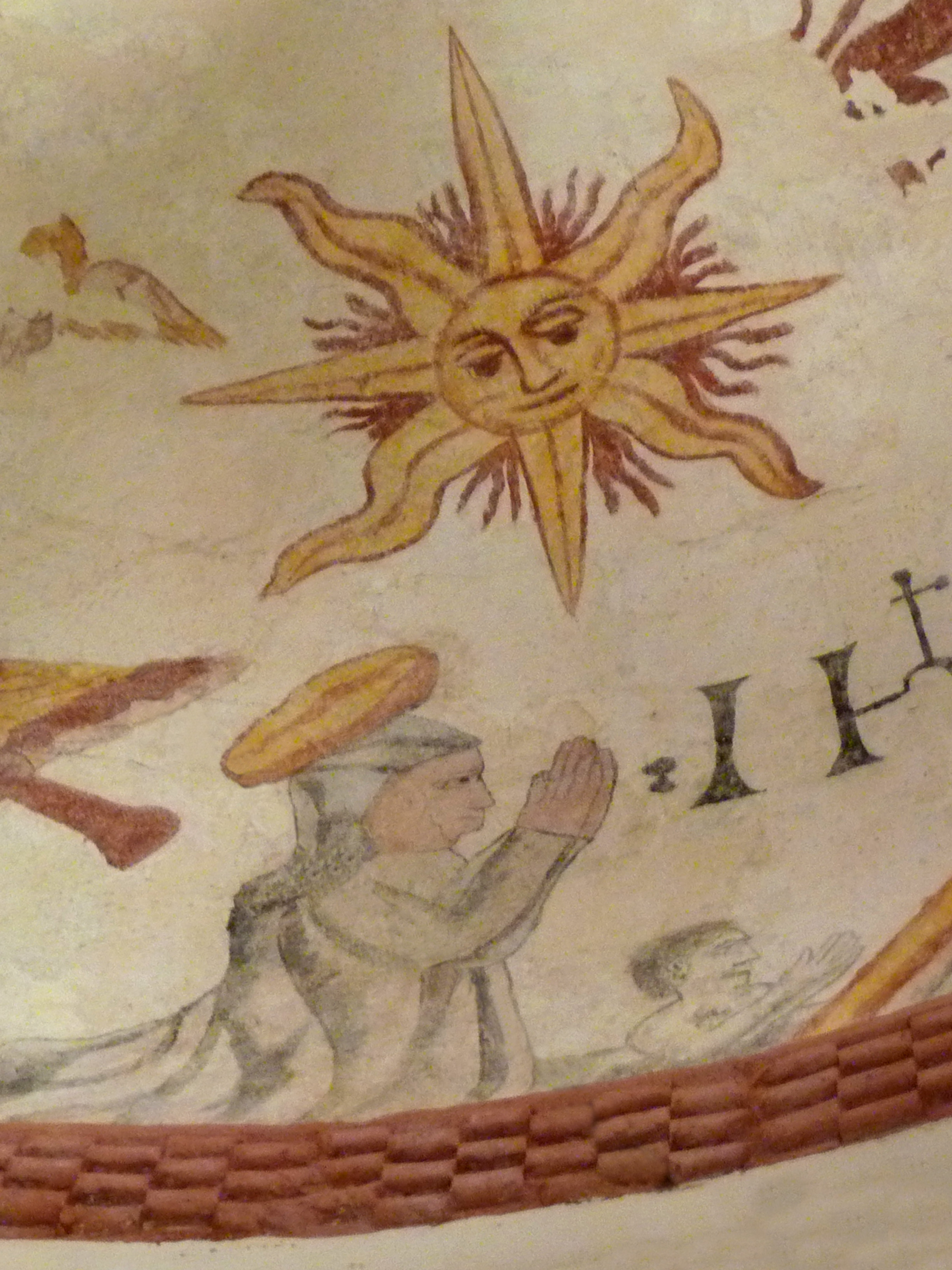
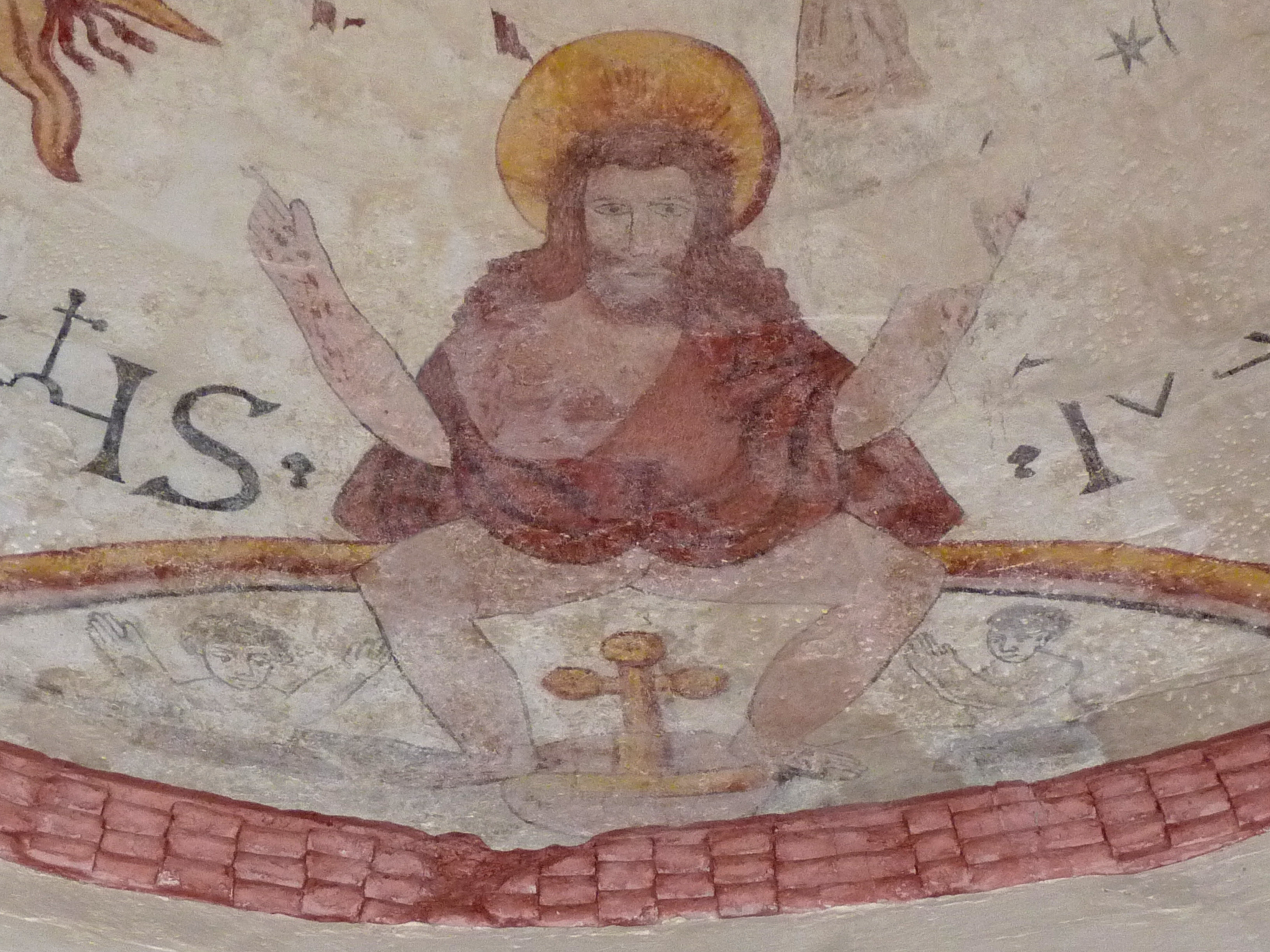
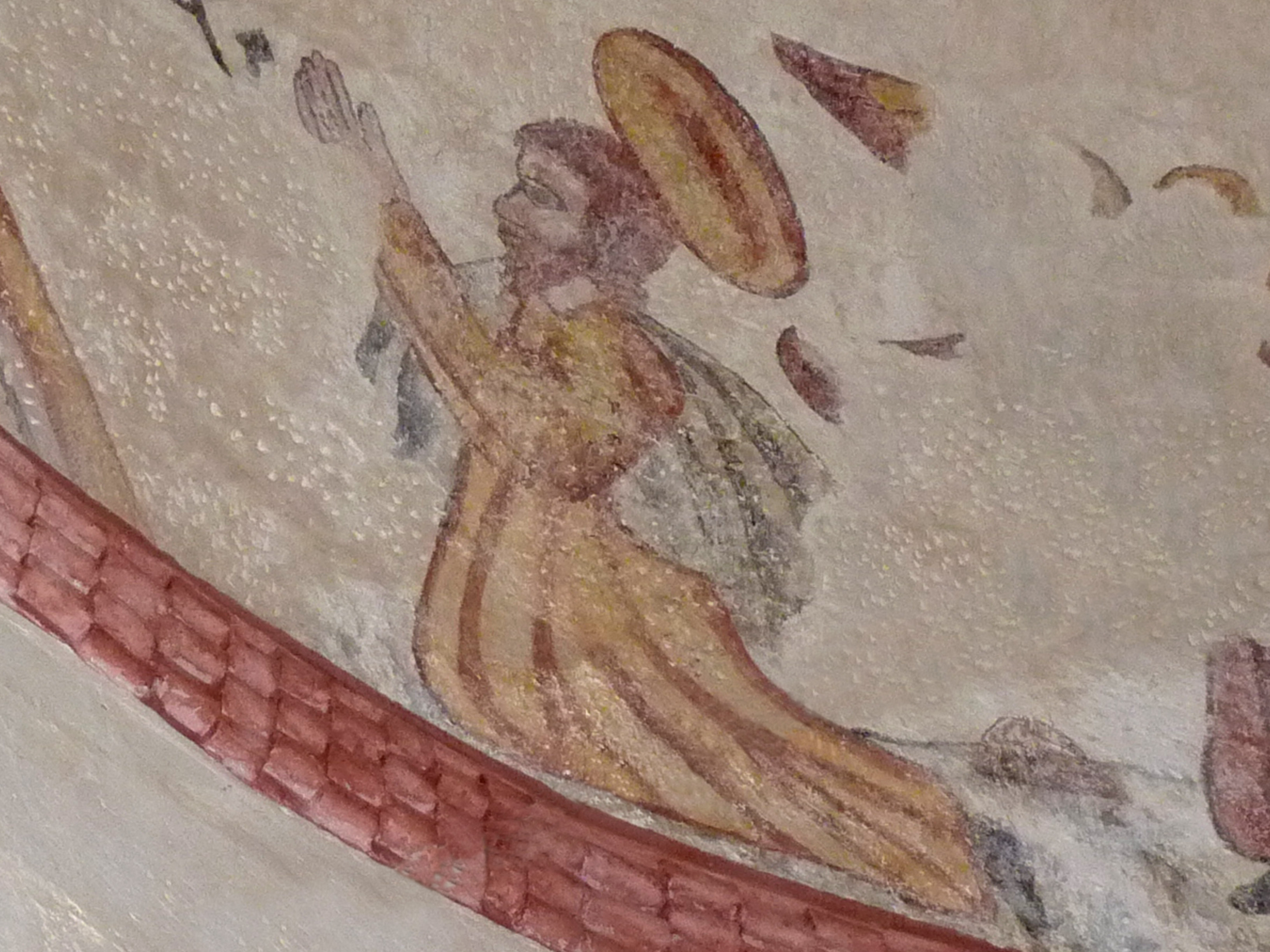

Dans cette représentation artistique, Jésus (= IHS) se tient au centre et au-dessus d’une croix à boules dont la signification reste à déterminer, de même que les autres éléments de cette peinture. Devant lui se tient la seconde fresque. À première vue, elle laisse transparaître la destination humaine. À gauche, en compagnie d'un être ailé et de l’église, à droite, en compagnie d’êtres inquiétants et d’un animal vorace.

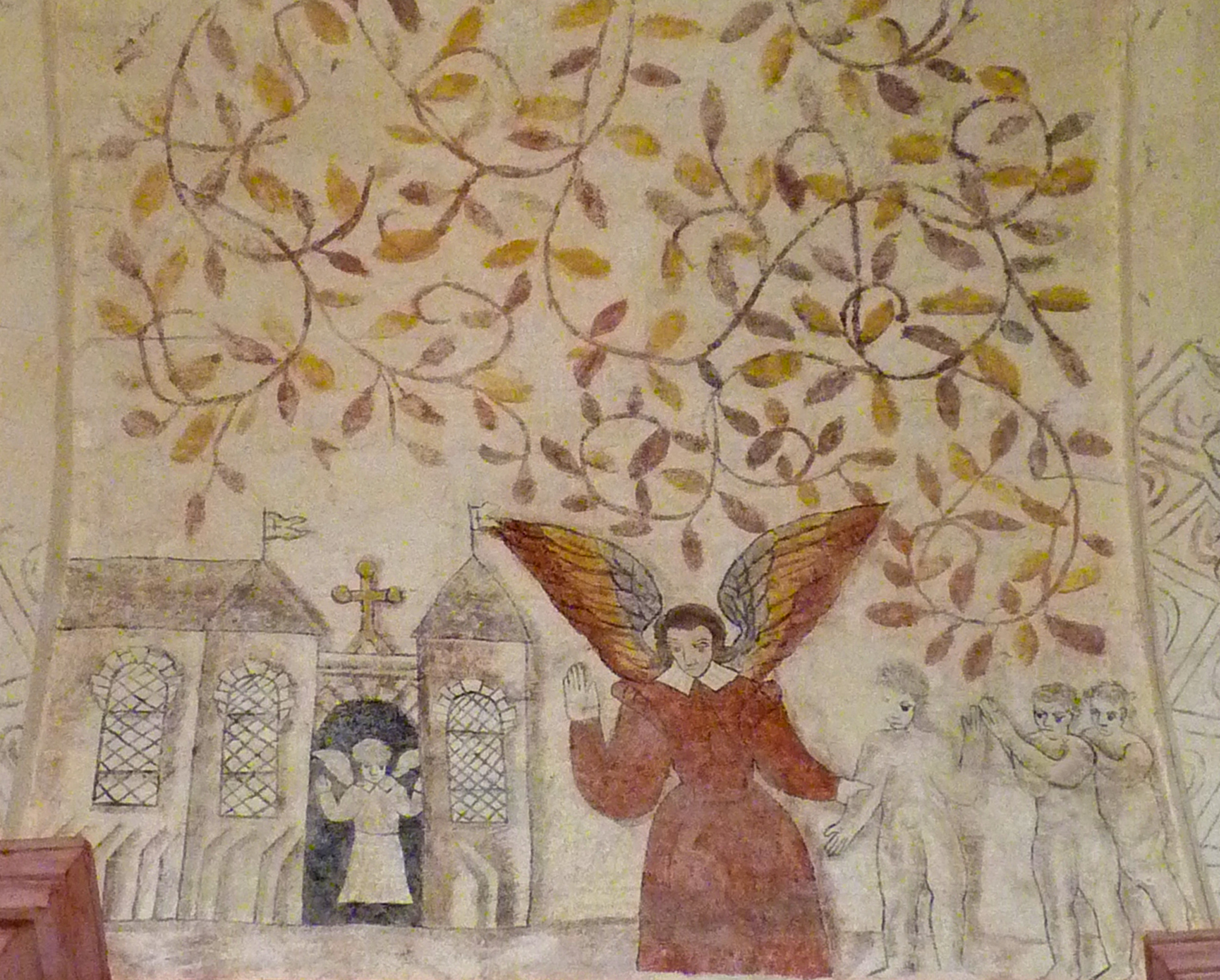
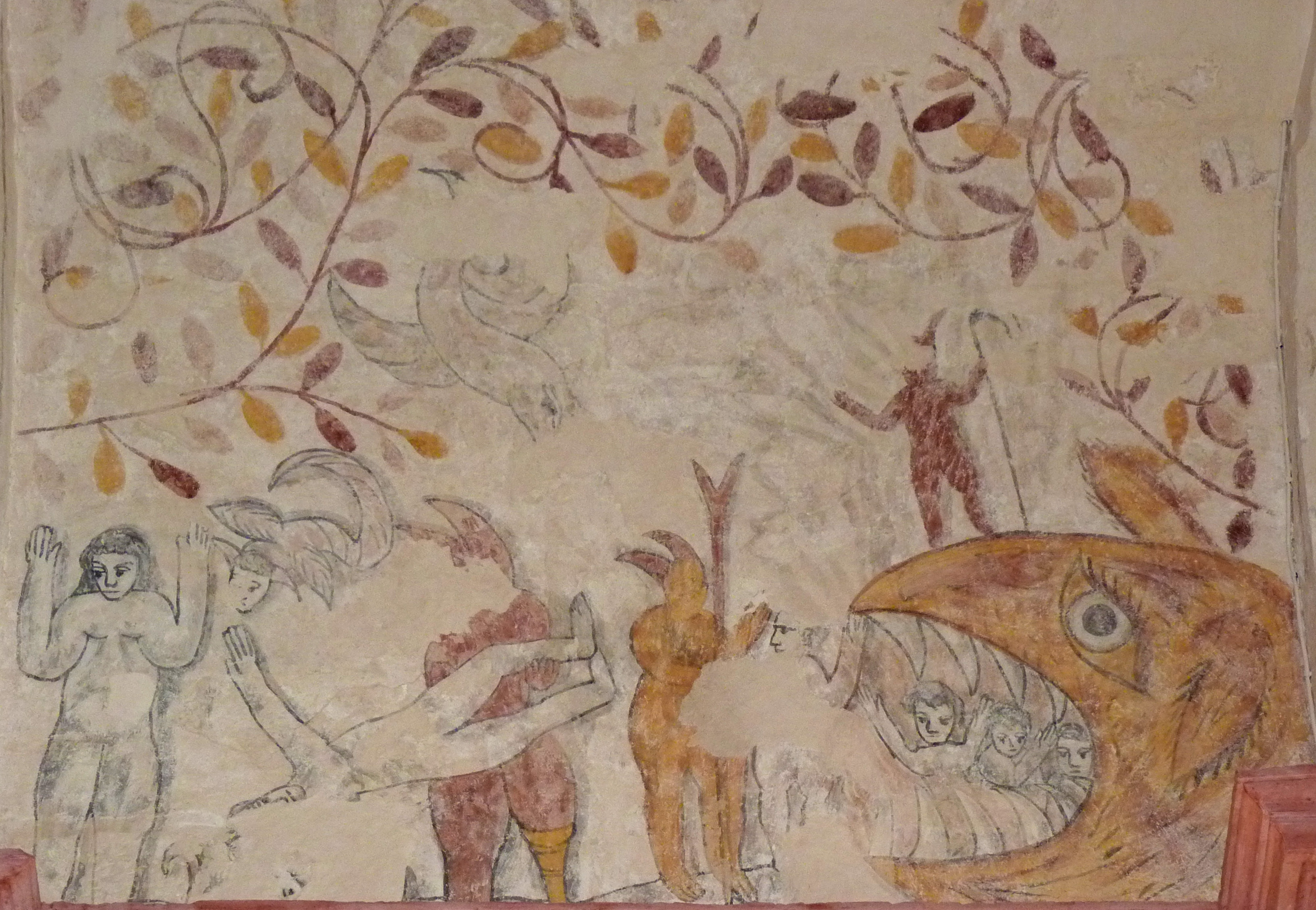

Cependant, ces représentations expriment la Connaissance d’en haut, la connaissance spirituelle et la font entendre à ceux qui s’efforcent d’avoir un minimum de considération. Ainsi, cet « animal » prodigieux qui se trouve devant Jésus, à sa droite, mange ce qui n’est pas bon et le fait disparaître. En soi, il est des connaissances qui ne sont pas bonnes et dont la disparition constitue un avantage évident. Et ici, dans le cas présent, ce qui est apparu à première vue, disparaît devant la Réalité.
À chaque fois que la considération triomphe de l’ignorance, l’Intelligence qui se tient derrière la représentation apparente Se révèle : les connaissances fausses disparaissent et les connaissances vraies, celles qui sont bonnes et qui ne meurent point, apparaissent. En soi, ces connaissances qui procèdent d’un travail de l’intelligence, sont naturellement recueillies et préservées.

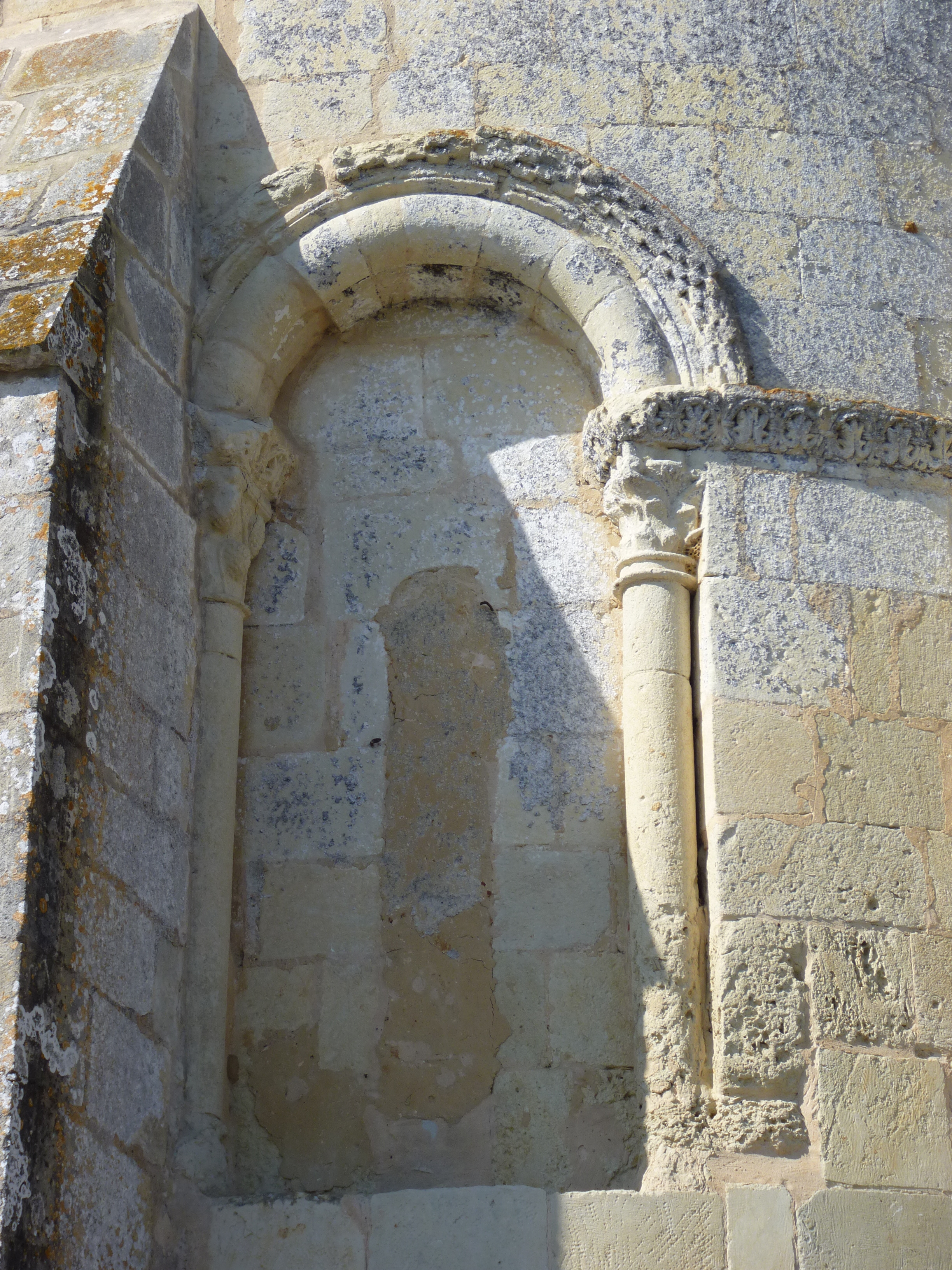
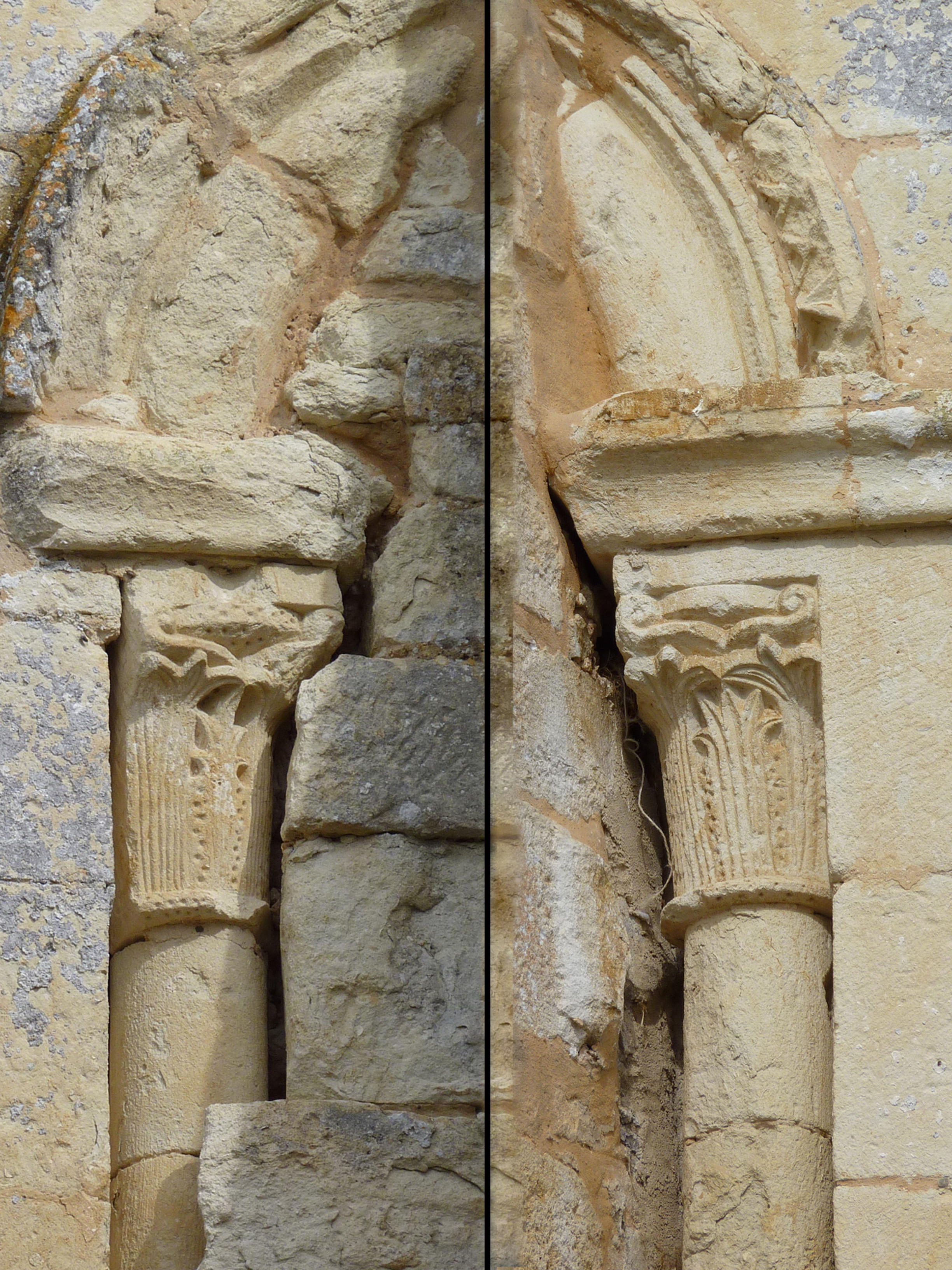
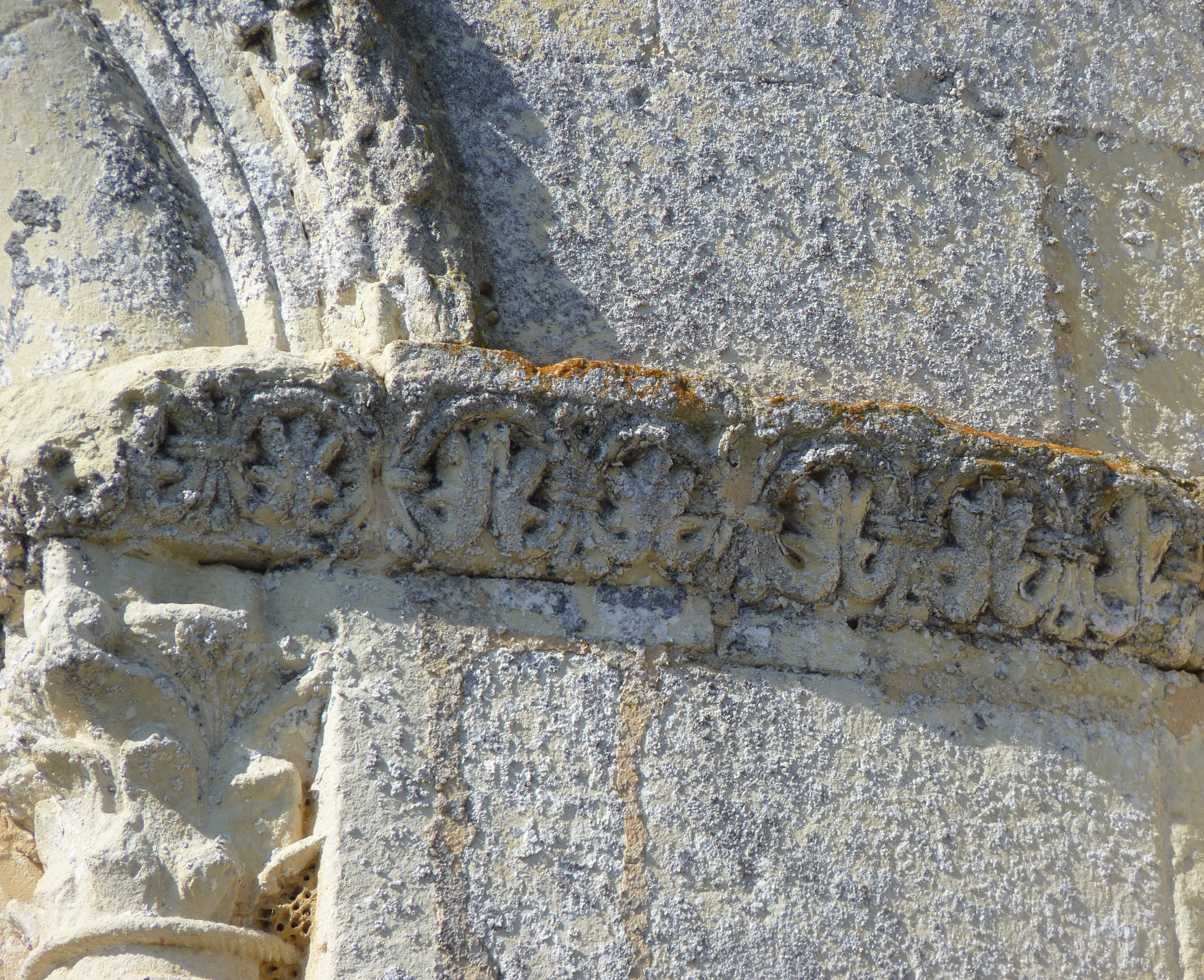

À l’extérieur, le mur de l’abside présente des éléments romans qui débordent sur le mur de la nef. L’association des « Amis des églises anciennes des Landes » en donne une description précise :
« Les fenêtres sont ornées, comme celles de Caupenne, d’archivoltes, de colonnettes, de chapiteaux et de tailloirs qui se prolongent par un bandeau du mur. Les archivoltes portent des billettes, les autres éléments un décor végétal – de grandes palmes, des frises de palmettes, des feuilles lisses, des pommes de pin. Bien que l’ensemble ne soit certainement pas antérieur au milieu du XIIe siècle, il présente encore des détails – forme de la corbeille et des palmes, astragales doubles torsadés –, et surtout des procédés – la taille en biseau en particulier – qui sont des survivances d’un passé lointain. »

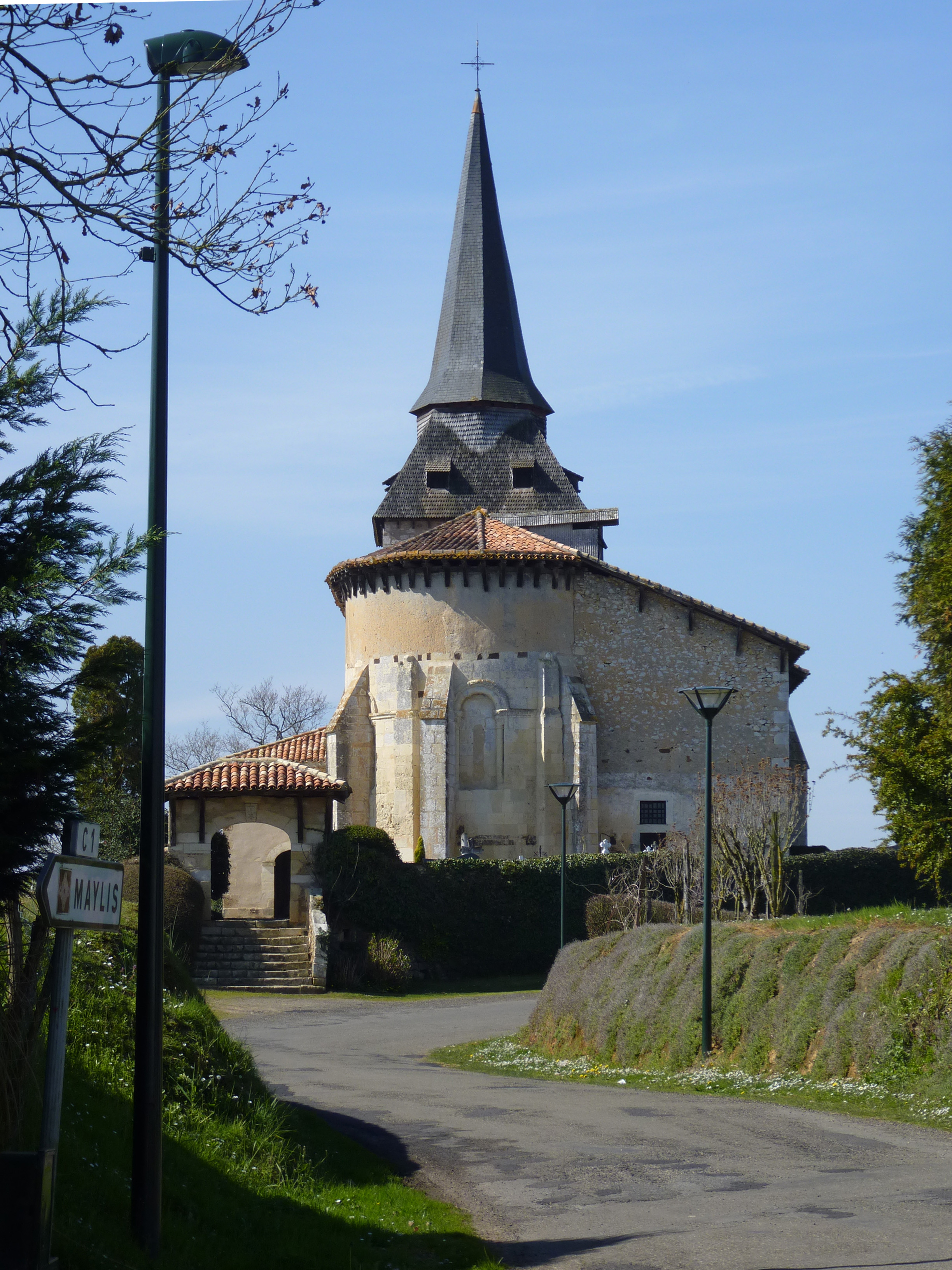
Vue générale - Façade est